# Lagos

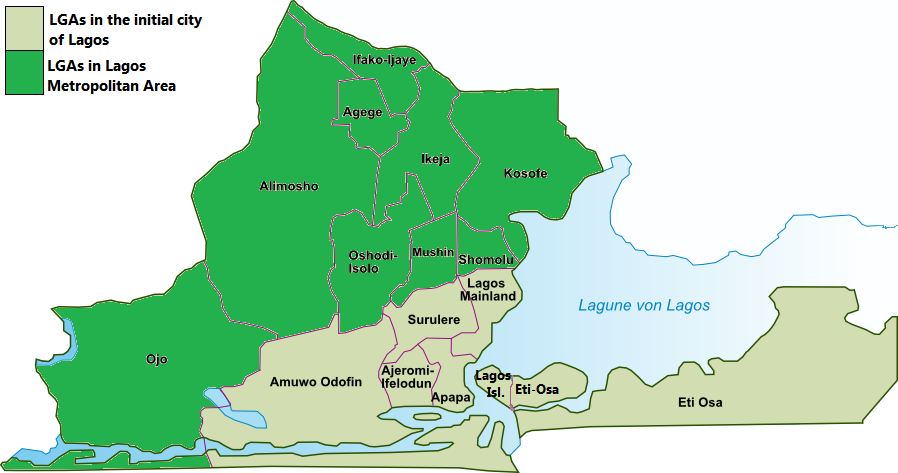
Die Local Government Areas im Gebiet von Lagos

Lagos ist mit rund 16 Millionen Einwohnern die Primatstadt Nigerias und die größte Stadt des Landes (Stand: 2023). Sie ist die zweitgrößte Stadt Afrikas, nach Kinshasa und noch vor Kairo. Die Metropolregion zählt zu den bevölkerungsreichsten weltweit. In der gesamten Metropolregion Lagos wohnen nach verschiedenen Angaben Stand 2021 zwischen 21 und 24 Millionen Menschen.
In Afrika ist Lagos führend als Film- und Musikmetropole und bei der Softwareprogrammierung und in West- und Zentralafrika im Bankensektor sowie als pharmazeutischer Produktionsstandort. Mit dem 2023 erweiterten Flughafen, den drei Häfen (darunter der 2023 in Betrieb genommene Tiefseehafen Lekki) und der (in Afrika seltenen) Standardschienenverbindung ins Hinterland ist die Stadt verkehrsmäßig gut angebunden. Die neue S-Bahn von Lagos befördert seit 2024 so viel Passagiere wie sonst kein urbaner Schienendienstleister in Afrika. Größte Arbeitgeber sind die Dangote-Raffinerie, eine Brauerei und der Hafenbetreiber. Mit mehreren Hochschulen, Museen und Baudenkmälern ist die Millionenmetropole auch Wissenschafts- und Kulturzentrum des Landes.

## Geografie

### Lage
Die Stadt liegt an der Küste des Golfs von Guinea durchschnittlich fünf Meter über – aber auch teilweise unter – dem Meeresspiegel und erstreckt sich über das Festland und eine Reihe von Inseln. Nach heftigen Regenfällen kommt es in Lagos regelmäßig zu Überflutungen.
In der Lagune von Lagos mit ihren Sümpfen und Mangroven wird eine umfangreiche Aquakultur betrieben. Sie ist von tropischem Regenwald und Kokospalmen umgeben.
Der Hafen von Lagos und sein Zugang zum Golf von Guinea, der Commodore Channel, wird immer wieder ausgebaggert und durch Molen vor Versandung geschützt.
Die Metropolregion Lagos hat eine Fläche von 14.144 km2 und erstreckt sich über den Bundesstaat Lagos und große Teile des Bundesstaats Ogun. Nach ihrer Ausdehnung ist die Metropolregion etwa so groß wie das deutsche Land Schleswig-Holstein. Die Insel Lagos (der älteste Stadtteil) ist knapp so groß wie die Hallig Hooge und wird, so wie diese, mehrfach im Jahr überflutet.

### Stadtgliederung und Bevölkerungszahl
In administrativer Hinsicht gibt es nicht die Stadt Lagos, sondern 16 eigenständige Stadtverwaltungen im Agglomerationsgebiet Lagos, die sogenannten Local Government Areas. Die Angaben beziehen sich auf die Volkszählung vom 21. März 2006.
| Local Govern- ment Area | Fläche (km²) | Einwohnerzahl (2006) | Einwohner je km² |
| ----------------------- | ------------ | -------------------- | ---------------- |
| Agege                   | 11,20        | 459.939              | 41.066           |
| Ajeromi-Ifelodun        | 12,33        | 684.105              | 55.483           |
| Alimosho                | 185,20       | 1.277.714            | 6.899            |
| Amuwo Odofin            | 134,58       | 318.166              | 2.364            |
| Apapa                   | 26,66        | 217.362              | 8.153            |
| Eti-Osa                 | 192,35       | 287.785              | 1.496            |
| Ifako-Ijaye             | 26,61        | 427.878              | 16.080           |
| Ikeja                   | 46,16        | 313.196              | 6.785            |
| Kosofe                  | 81,41        | 665.393              | 8.173            |
| Lagos Island            | 8,66         | 209.437              | 24.184           |
| Lagos Mainland          | 19,47        | 317.720              | 16.318           |
| Mushin                  | 17,48        | 633.009              | 36.213           |
| Ojo                     | 158,16       | 598.071              | 3.781            |
| Oshodi-Isolo            | 44,76        | 621.509              | 13.885           |
| Shomolu                 | 11,55        | 402.673              | 34.863           |
| Surulere                | 23,00        | 503.975              | 21.912           |
| Gesamt                  | 999,58       | 7.937.932            | 7.941            |

Aktuell (2022) muss man die Einwohnerzahl eher bei 15,36 Millionen ansetzen, bei einer Zuwachsrate von ca. 3,5 % im Jahr. Auf Deutschland übertragen, entspricht die Fläche von Lagos (999 km2) etwa der des dichtest bevölkerten deutschen Bundeslandes Berlin (892 km2) – wobei Lagos aber mehr als viermal soviel Einwohner zählt.

#### Einwohnerentwicklung

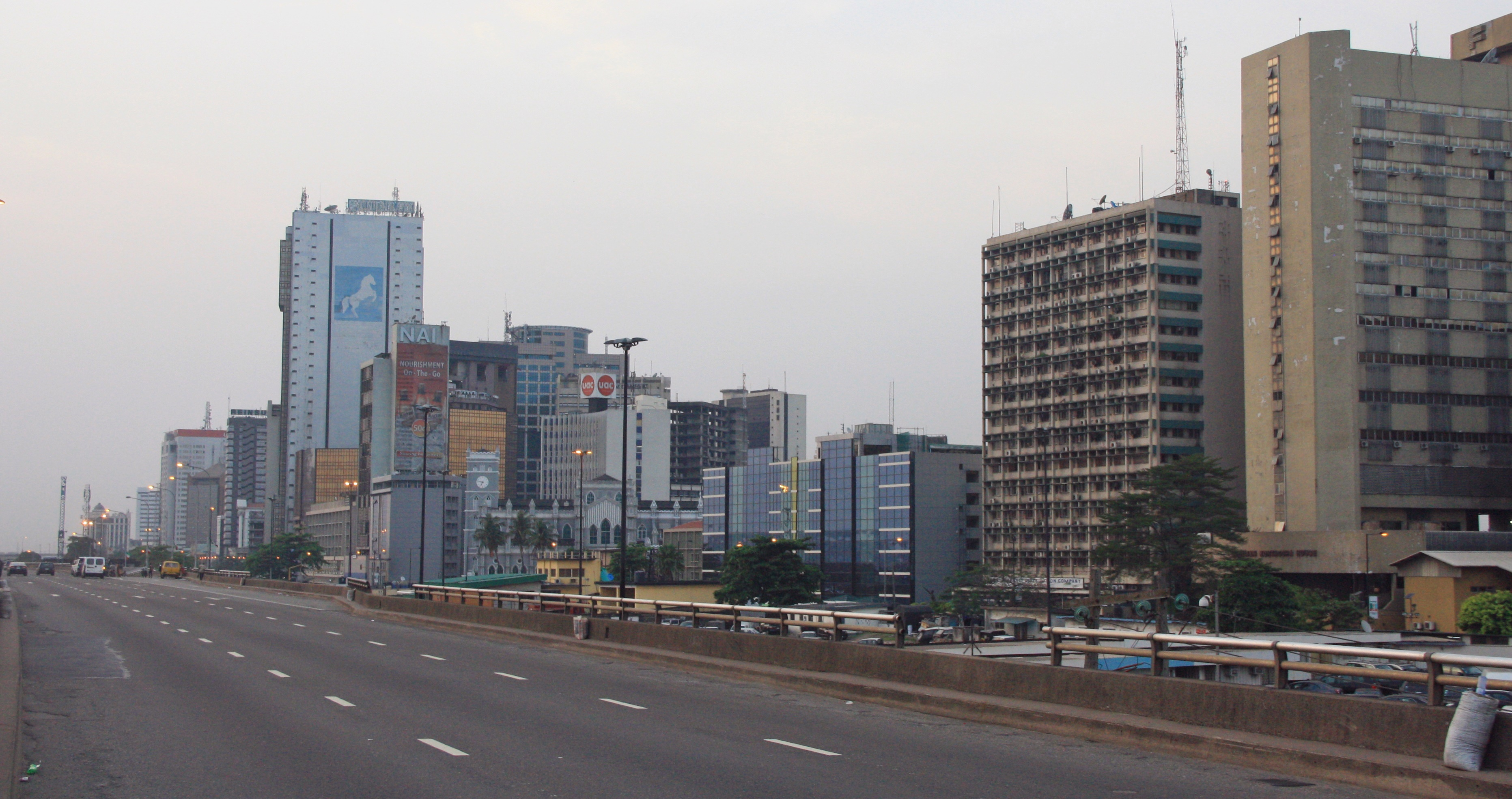
Moderne Skyline

Lagos durchläuft seit 1900 durch Zuwanderung und hohe Geburtenrate ein dynamisches Wachstum. Die folgende Übersicht zeigt die Einwohnerzahlen, jeweils bezogen auf das städtische Gebiet (urban area).
| Jahr | Einwohner |
| ---- | --------- |
| 1901 | 37.000    |
| 1911 | 73.766    |
| 1921 | 99.690    |
| 1931 | 126.108   |
| 1936 | 137.400   |
| 1938 | 158.500   |
| 1945 | 174.200   |
| 1950 | 272.000   |
| 1952 | 267.400   |

| Jahr | Einwohner  |
| ---- | ---------- |
| 1959 | 350.000    |
| 1963 | 665.200    |
| 1969 | 841.700    |
| 1971 | 1.200.000  |
| 1982 | 1.404.000  |
| 1987 | 3.800.000  |
| 1991 | 5.195.247  |
| 2006 | 7.937.932  |
| 2013 | 14.500.000 |

Eine Prognose aus dem Jahre 2014 rechnet damit, dass die Bevölkerung von Groß-Lagos bis zum Jahre 2050 auf 32,6 Millionen Einwohner anwachsen wird. Für das Jahr 2100 wird mit 88,3 Millionen Einwohnern gerechnet, womit Lagos zur weltweit größten Stadt werden würde.

### Klima
Lagos befindet sich in der tropischen Klimazone, mit feuchtheißem Klima und einer ergiebigen Regenzeit. Die jährliche Niederschlagsmenge liegt bei reichlich 1600 mm im Mittel und die Luftfeuchtigkeit liegt ganzjährig hoch zwischen 70 % in der Trockenzeit (November bis März) und bis zu 85 % in der Regenzeit (April bis Oktober). Der meiste Niederschlag fällt im Juni mit über 300 mm, der geringste im Januar mit gut 20 mm im Mittel.
Die mittlere Jahresdurchschnittstemperatur beträgt 26,8 °C. Nachts kühlt es meist nur wenig ab. Die durchschnittliche Höchsttemperatur liegt das ganze Jahr über zwischen 28 und 33 °C, die Tiefsttemperatur zwischen 21 und 24 °C im Mittel.
|                       | Jan  | Feb  | Mär  | Apr  | Mai  | Jun  | Jul  | Aug  | Sep  | Okt  | Nov  | Dez  |   |      |
| Mittl. Tagesmax. (°C) | 31,7 | 32,9 | 32,9 | 32,1 | 31,1 | 29,0 | 27,6 | 27,7 | 28,5 | 29,7 | 31,2 | 31,8 | ⌀ | 30,5 |
| Mittl. Tagesmin. (°C) | 21,8 | 22,8 | 23,1 | 22,9 | 22,6 | 22,3 | 21,6 | 21,3 | 21,6 | 21,7 | 22,2 | 22,0 | ⌀ | 22,2 |
|                       |      |      |      |      |      |      |      |      |      |      |      |      |   |      |
| Niederschlag (mm)     | 24   | 45   | 89   | 146  | 215  | 334  | 238  | 87   | 177  | 171  | 66   | 23   | Σ | 1615 |
|                       |      |      |      |      |      |      |      |      |      |      |      |      |   |      |
| Sonnenstunden (h/d)   | 5,3  | 6,0  | 5,6  | 6,0  | 5,7  | 3,8  | 3,2  | 3,5  | 3,8  | 5,4  | 6,2  | 6,2  | ⌀ | 5,1  |
|                       |      |      |      |      |      |      |      |      |      |      |      |      |   |      |
| Regentage (d)         | 2    | 3    | 6    | 9    | 12   | 17   | 14   | 10   | 12   | 12   | 6    | 1    | Σ | 104  |
|                       |      |      |      |      |      |      |      |      |      |      |      |      |   |      |
| Wassertemperatur (°C) | 27   | 27   | 28   | 28   | 28   | 27   | 25   | 24   | 25   | 26   | 27   | 27   | ⌀ | 26,6 |
|                       |      |      |      |      |      |      |      |      |      |      |      |      |   |      |
| Luftfeuchtigkeit (%)  | 81   | 79   | 76   | 82   | 84   | 87   | 87   | 85   | 86   | 87   | 84   | 82   | ⌀ | 83,4 |

| 21,8 |

| 22,8 |

| 23,1 |

| 22,9 |

| 22,6 |

| 22,3 |

| 21,6 |

| 21,3 |

| 21,6 |

| 21,7 |

| 22,2 |

| 22,0 |

| 21,8 |

| 22,8 |

| 23,1 |

| 22,9 |

| 22,6 |

| 22,3 |

| 21,6 |

| 21,3 |

| 21,6 |

| 21,7 |

| 22,2 |

| 22,0 |

## Politik

### Stadtregierung
Das Stadtgebiet von Lagos besitzt keine Einheitsverwaltung. Dem Stadtgebiet von Groß-Lagos werden 16 Local Government Areas (LGA) zugerechnet, die als eigenständige Städte aufgefasst werden. Nach der Verschmelzung von Lagos mit den umliegenden Ortschaften können sie jedoch als Stadtteile der Agglomeration gelten. Die LGAs werden von den gewählten Mitgliedern des Gemeinderats (Local Government Council) und dessen Präsidenten (Chairman) regiert.

### Städtepartnerschaften
Partnerstädte von Lagos sind
- Atlanta, Vereinigte Staaten[19]
- Brüssel, Belgien
- Bukarest, Rumänien
- Kairo, Ägypten
- Cotonou, Benin
- Daegu, Südkorea
- Fukuoka, Japan
- Istanbul, Türkei
- Jaipur, Indien
- Montego Bay, Jamaika
- Newcastle, Vereinigtes Königreich
- Olympia, Griechenland
- Port of Spain, Trinidad und Tobago
- Raʿanana, Israel
- Rio de Janeiro, Brasilien
- Salzburg, Österreich
- Taipeh, Republik China (Taiwan)
- Tiflis, Georgien
- Toulouse, Frankreich

## Kultur und Sehenswürdigkeiten

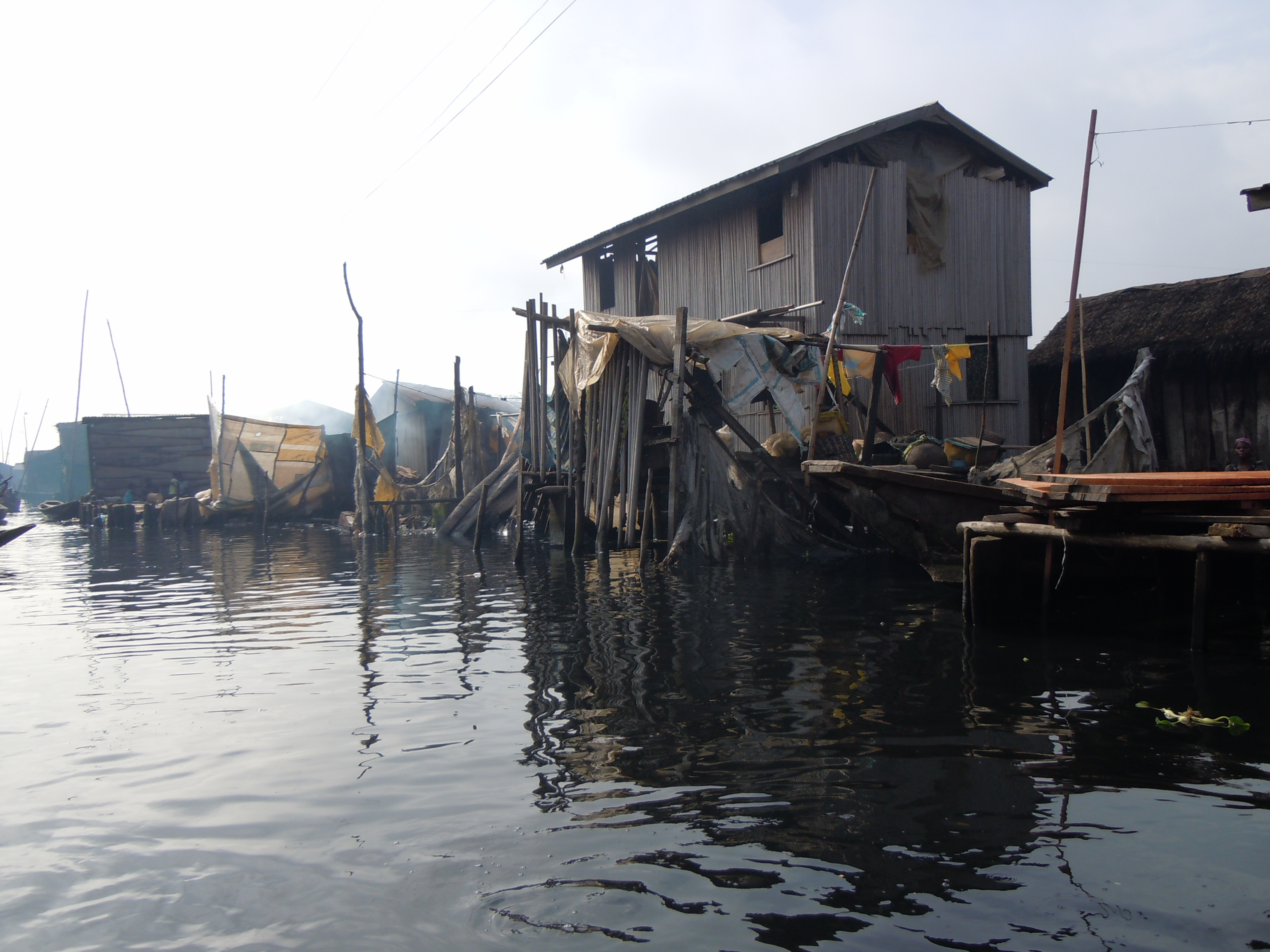
Makoko, das „schwimmende“ Stadtviertel

Lagos ist ein kulturelles Zentrum Nigerias. Als Hafenstadt und als Ausgangspunkt der britischen Kolonisierung ist hier der westliche Einfluss so stark wie wohl in keiner anderen nigerianischen Stadt. Alle nigerianischen Volksgruppen sind im Schmelztiegel der Metropole zu finden, wobei die Yoruba überwiegen. Musik- und Filmindustrie in der Stadt haben Weltgeltung.
Touristische Führungen werden angeboten, darunter in den angeblich schwimmenden, tatsächlich aber auf Pfählen stehenden Stadtteil Makoko. Er entstand in der Nähe des alten Sägewerks (siehe „Holzhandel“) und seiner Anlieferstelle an der Lagune.
Spezifische Artikel zu den einzelnen Stadtteilen (nicht notwendigerweise gemäß der Einteilung der 16 Stadtverwaltungen) findet man unter Ikeja, Lagos Island, Lekki (Lagos), Victoria Island und Yaba (Lagos).

### Kunst

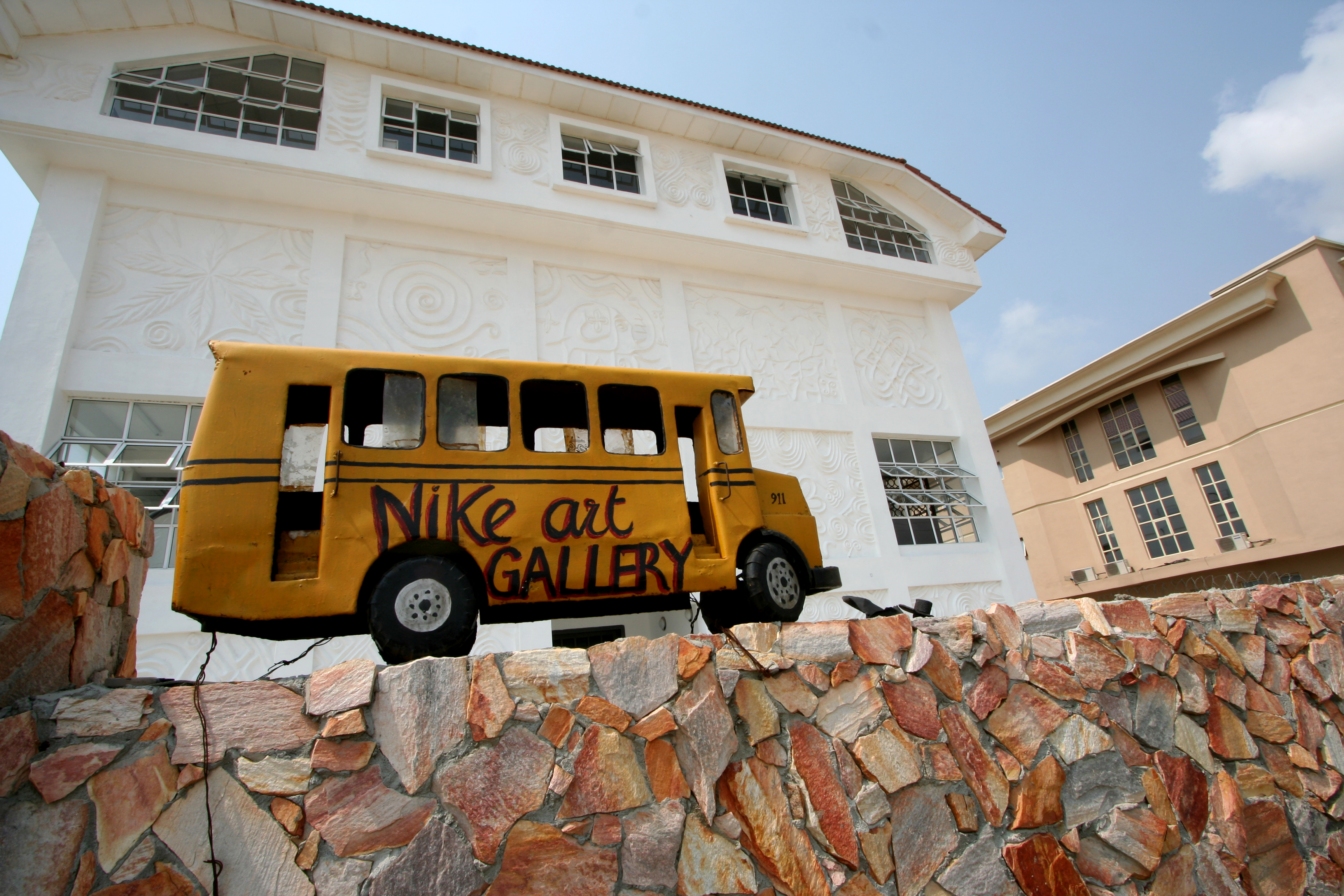
Nike Art Gallery im Ortsteil Lekki

Die Nike Art Gallery ist wohl die größte Kunstgalerie in Westafrika. Sie ist das beliebteste Touristenziel der Stadt, verfügt über eine Sammlung von etwa 8.000 Kunstwerken und hat nichts mit dem Sportartikelhersteller gleichen Namens zu tun.
Die Red Door Gallery ist auf zeitgenössische afrikanische Kunst spezialisiert.
Die Ovuomaroro Studio and Gallery ist eine der ältesten Kunstgalerien in Lagos.
Die Alexis Galleries befinden sich auf Victoria Island.

### Museen

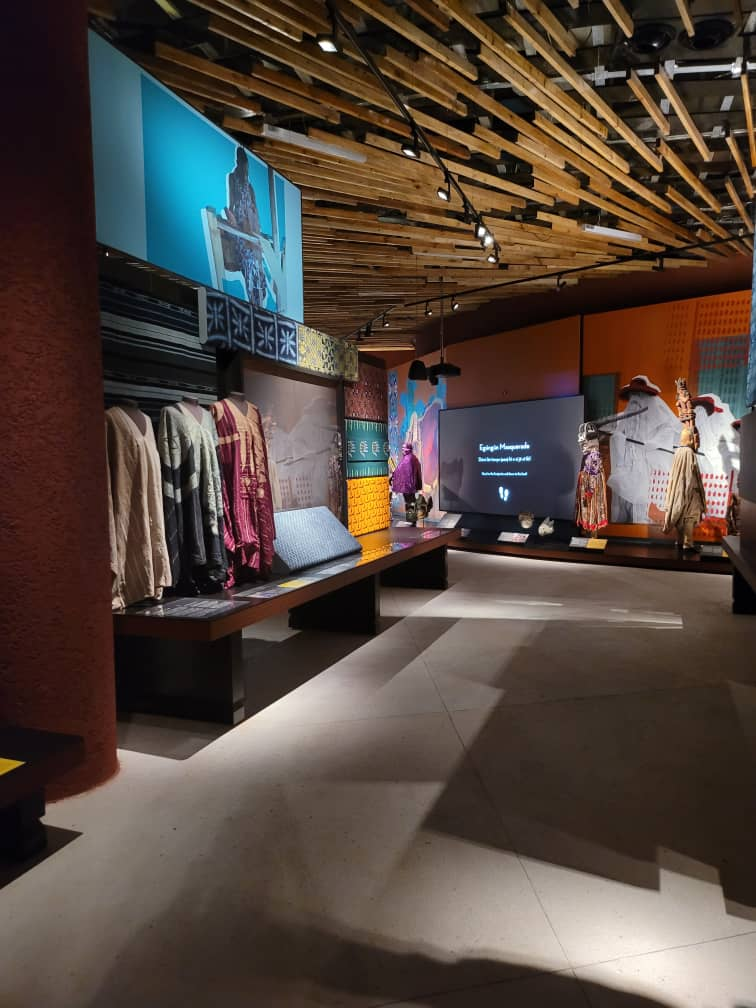
Ausstellung zur Yoruba-Kultur im John K. Randle Zentrum

Das Nationalmuseum beherbergt archäologische und ethnografische Sammlungen sowie traditionelle Kunst. Im angeschlossenen Handwerkszentrum besteht die Möglichkeit, nigerianisches Kunstgewerbe zu erstehen.
Das auf der gegenüberliegenden Straßenseite gelegene John K. Randle Centre beherbergt eine 2023 eingeweihte Ausstellung zur Yoruba-Kultur. Das John K. Randle Centre adaptiert moderne westliche Museumspraktiken, um neue, von den Yoruba-Traditionen inspirierte Formen des Geschichtenerzählens zu präsentieren.
Die Kalakuta Republic ist ein Museum zu Ehren des verstorbenen Musikers Fela Kuti.
Terra Kulture ist ein Kunst- und Kulturzentrum in Lagos mit angeschlossenem Restaurant.
Außerdem ist das Mindscape Childrens Museum zu erwähnen. Seit 2015 ist es als Nigerias erstes Kindermuseum bekannt. Es zielt auf die soziale Interaktion und die Förderung der natürlichen Neugier der Kinder ab.
Von Lagos aus finden Touristenführungen ins nahe gelegene Badagry und dem dortigen Sklavereimuseum statt. Badagry lässt sich aber auch mit der Fähre gut erreichen (siehe „Fährbetrieb“).

### Bauwerke

#### Brücken

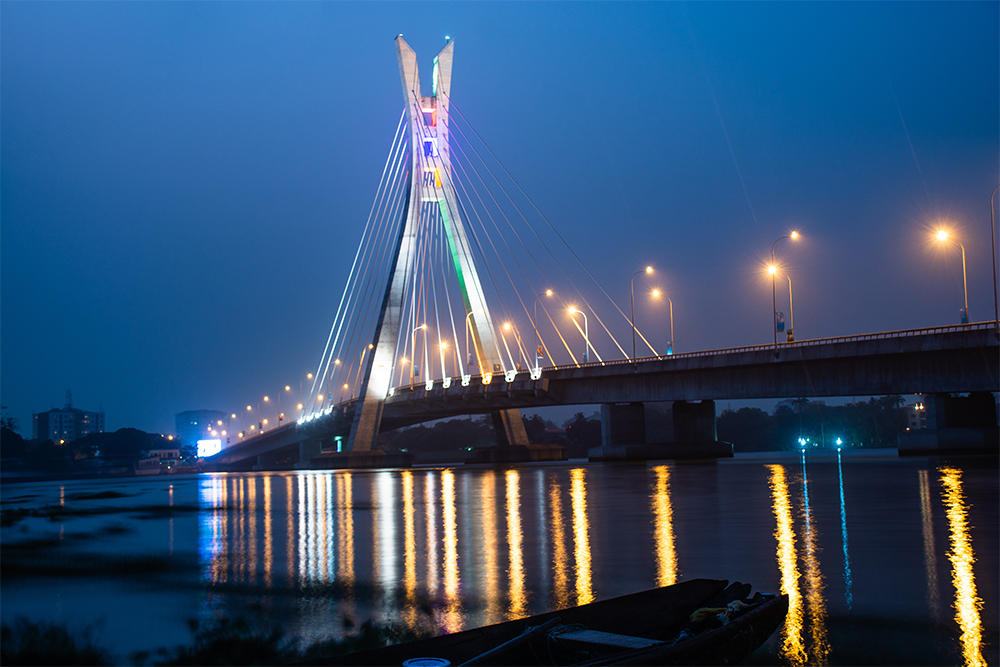
Die Lekki Bridge

Ein häufig fotografiertes Bauwerk in Lagos ist die 2013 fertiggestellte Lekki Bridge. Über sie joggte bereits Mark Zuckerberg.

#### Parks und Plätze

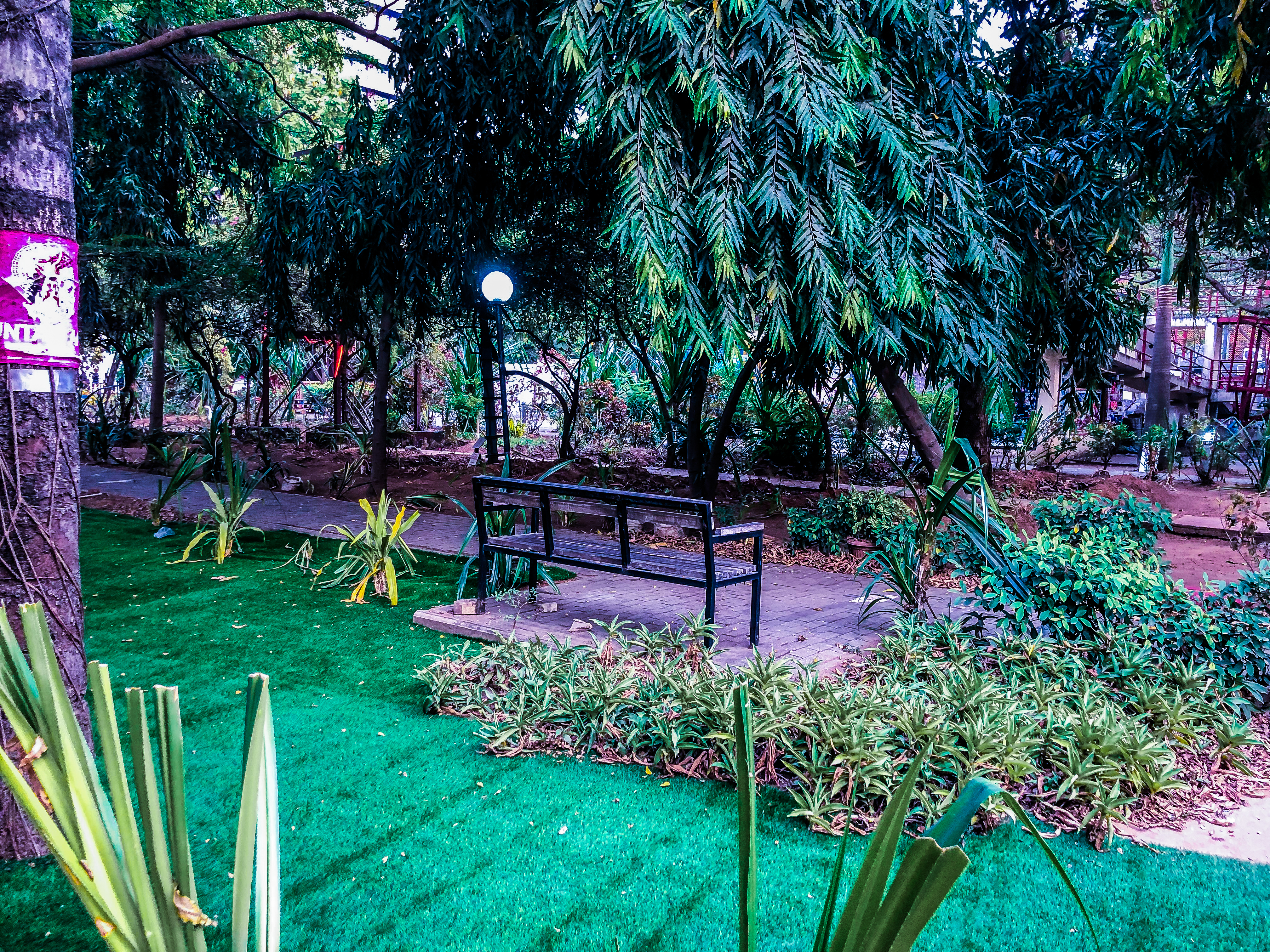
Freedom Park

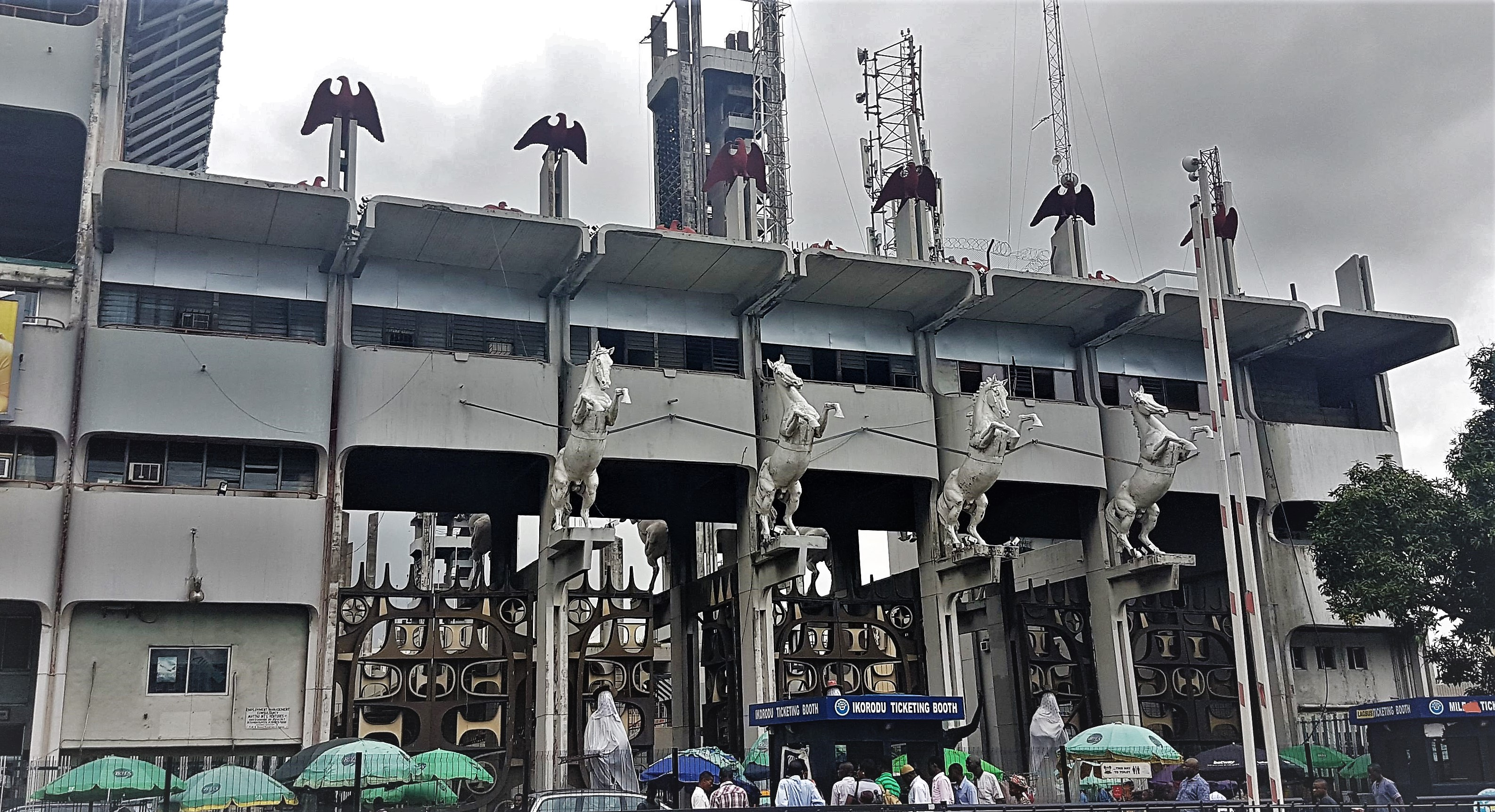
Tafawa Balewa Square

Der Freedom Park ist ein Gedenk- und Freizeitpark auf Lagos Island, der früher das Broad Street Prison war. Die Denkmäler im Park erinnern an das koloniale Erbe von Lagos und an die Geschichte des Gefängnisses.
Der Jhalobia Recreation Park and Gardens gehört einer gewissen Frau Veronica Adepoju und ihren zwei Töchtern – drei ausgebildeten Landschaftsdesignerinnen, die auf einem knappen Hektar alles zeigen, was ihre Kunst so zu bieten hat. Der Ort ist sehr fotogen und wird darum regelmäßig für Hochzeiten und andere Festlichkeiten gebucht.

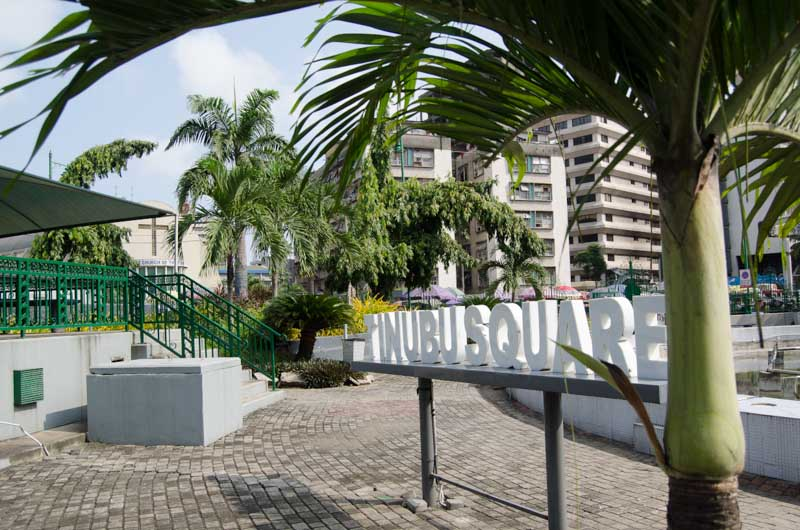
Tinubu Square

Der Tinubu Square ist eine Freifläche in der Broad Street, Lagos Island, Lagos State, Nigeria, benannt nach der Sklavenhändlerin, Kauffrau und Aristokratin Efunroye Tinubu.
Der Tafawa Balewa Square in der Nähe des Nationalmuseums ist ein 50.000 Menschen fassendes Stadion, das unter den Briten eine Rennbahn war und in dem 1960 die Unabhängigkeit verkündet wurde. Am Eingang des Platzes befinden sich Skulpturen von vier weißen Pferden und von sieben roten Adlern.
Der Muri Okunola Park wurde 2008 von Gouverneur Babatunde Fashola, zu Ehren des verstorbenen Richters Muri Okunola errichtet. Der Park ist gut gepflegt und ein idealer Ort für einen ruhigen Ausflug mit den Liebsten.
Der Ndubuisi Kanu Park ist eine öffentliche Grünanlage, die von allen zur Erholung genutzt wird.

#### Weltliche Bauwerke

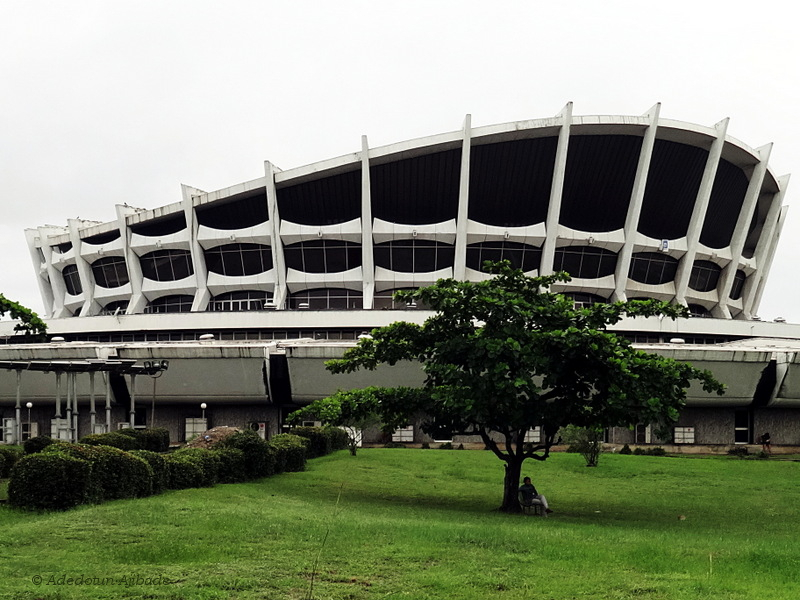
Das National Arts Theatre in Surulere

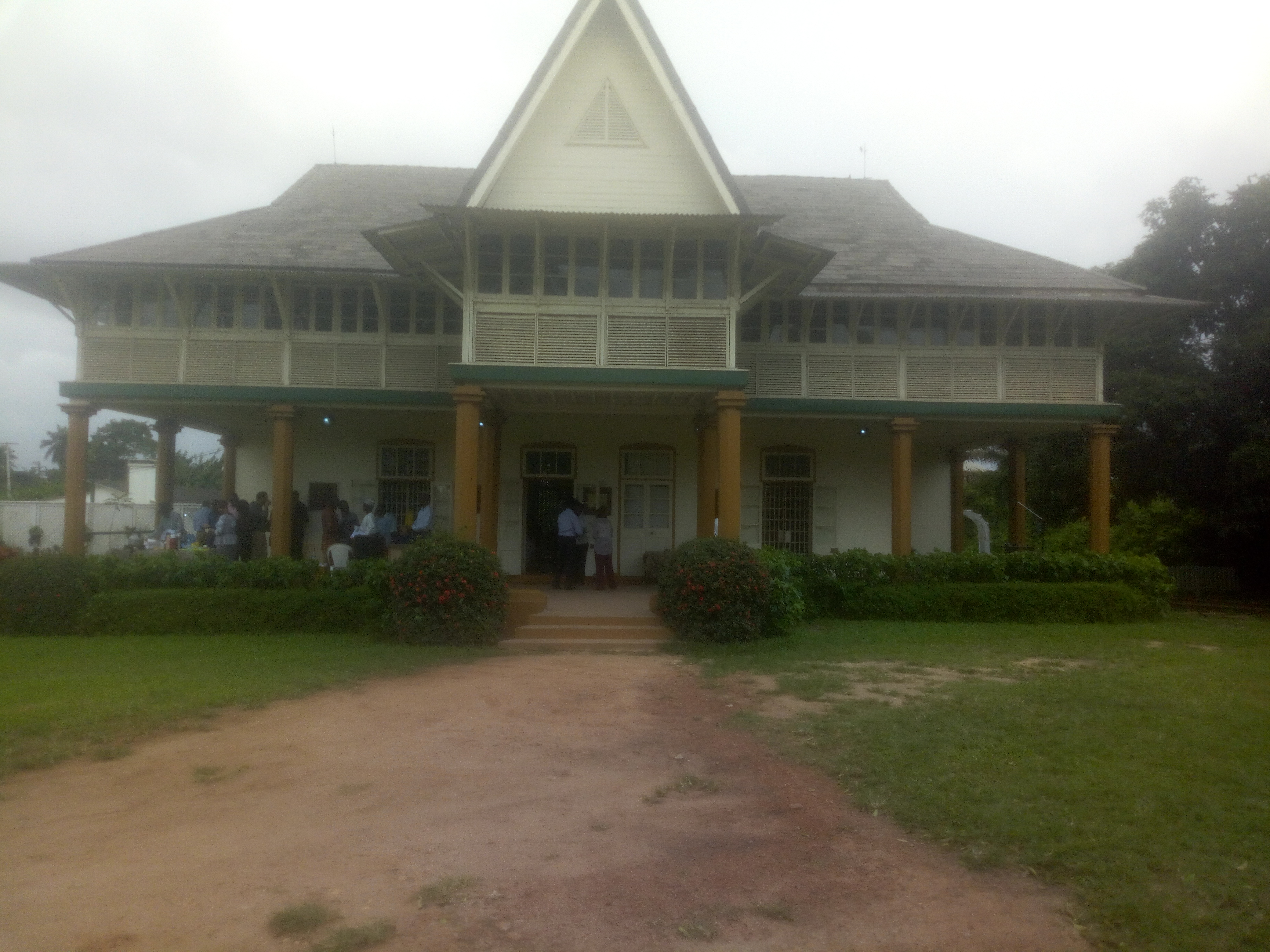
Das Jaekel House in Ebute Metta

Höchstes Gebäude von Lagos (und Westafrikas) ist das NECOM House im kommerziellen Zentrum Marina, das frühere Verwaltungsgebäude des vormaligen Telekommunikationsmonopolisten NITEL. Die Kommunikationsspitze an der Spitze des Turms dient auch als Leuchtturm-Bake für den Hafen von Lagos.
Ein sehr markantes Gebäude in Lagos ist das National Arts Theatre mit seiner gerippten Fassade. Die Renovierung des Gebäudes wurde im März 2023 abgeschlossen. Das Nationaltheater ist über die neue „Blaue Linie“ der S-Bahn leicht zu erreichen.
Das Civic Centre, ein Veranstaltungszentrum am Five Cowries Creek, fällt durch seine trapezförmige Silhouette auf und wurde von John Cubitt entworfen. Daneben befindet sich der Civic Tower. (Abbildung siehe Kapitel „Fährbetrieb“)
Der Königspalast des Oba (Königs) von Lagos in Iga Idunganran war vor der britischen Kolonisierung das Machtzentrum in Lagos.
Das renovierte Jaekel House (erbaut 1898) war der Sitz der Eisenbahndirektion und informiert heutzutage als „Mini-Museum“ über die Kolonialzeit.

#### Kirchen
Die Cathedral Church of Christ ist das Zentrum des ältesten Teils von Lagos. Die anglikanische Kirche wurde 1867 bis 1869 errichtet, also kurz nach Errichtung der britischen Kolonialherrschaft. Das heutige Gebäude allerdings wurde zwischen 1924 und 1946 erbaut. Die Gebeine des ersten afrikanischstämmigen Bischofs der anglikanischen Kirche und Übersetzers der Bibel in die Yoruba-Sprache, Samuel Ajayi Crowther, wurden 1976 in diese Kathedrale überführt. Ein Gedenkstein erinnert an ihn.
Die Synagogue Church of all Nations wurde 2004 errichtet.

### Architektur

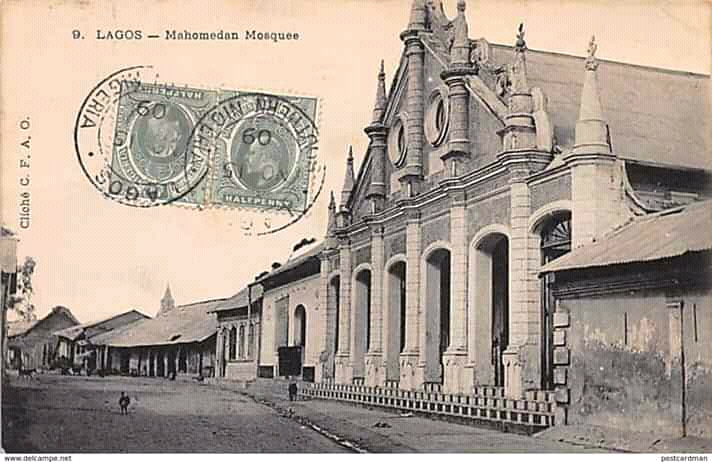
Shitta-Bey Moschee in der Martin Street auf einer Postkarte von 1909

Die Architektur im Kolonialstil erlebte ihre Blütezeit während der Lagos-Kolonie. So wurden vor allem in europäischen Vierteln tropische Standardhäuser nach kolonialem Vorbild eingeführt, die sich durch tiefe Veranden, überhängende Traufen und klassische Formen auszeichnen. Dies führte unweigerlich zur Nachahmung durch Einheimische. Bis heute finden sich an neuerstellten Häusern koloniale Stilelemente, vor allem Säulen und Portikus.

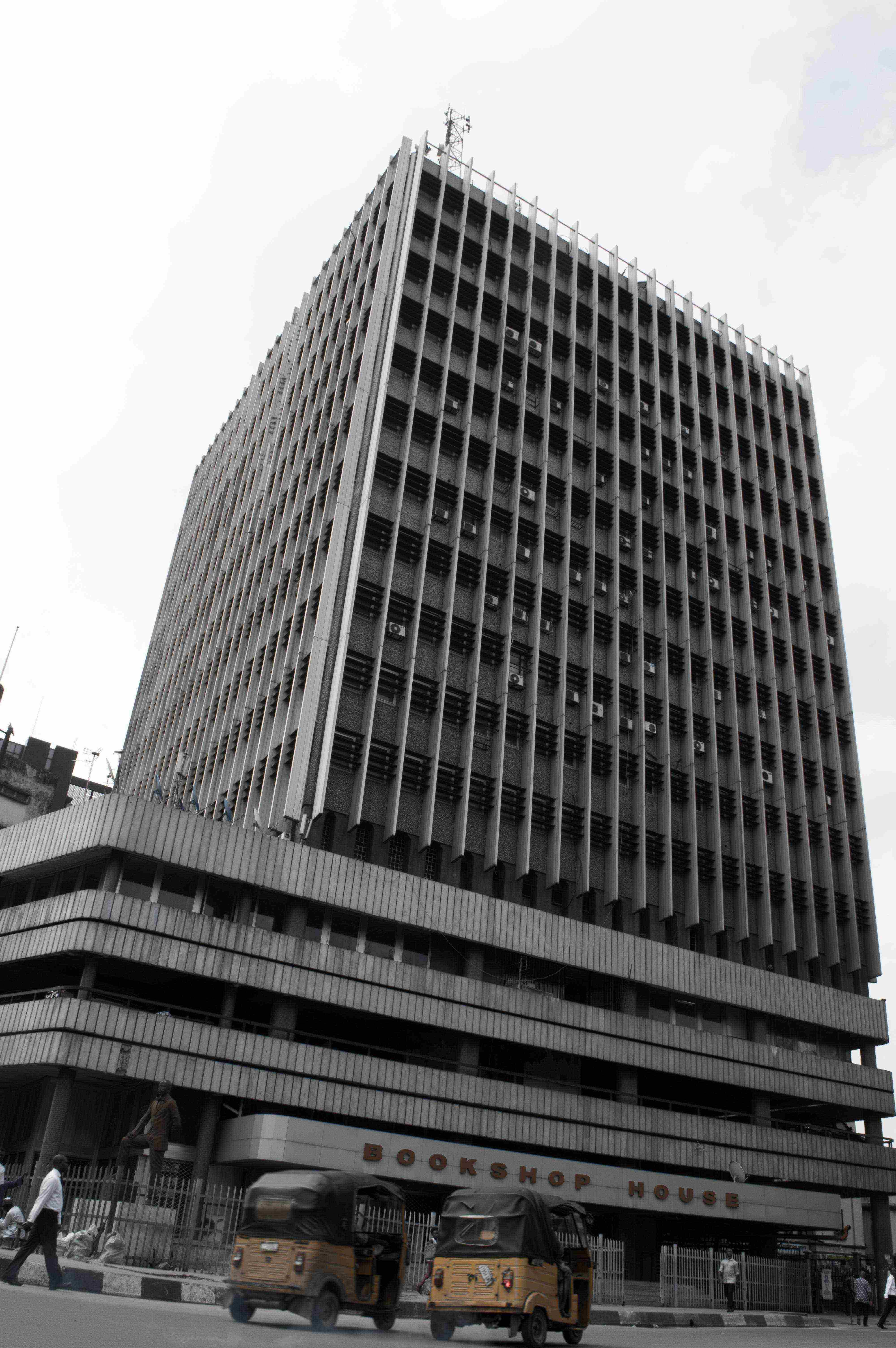
Bookshop House

Tausende rückgekehrter Sklaven aus Brasilien und Kuba brachten einen eigenen Architekturstil mit: Die brasilianische Barockarchitektur. In diesen Stil flossen vor allem Motive ein wie florale Muster und klobige Betonsäulen. Beispiel für brasilianischen Barock ist die Shitta-Bey-Moschee mit ihren osmanischen Einflüssen von João Baptista Da Costa aus dem Jahr 1894.
Im Laufe der Jahre bildeten sich verschiedene Baustile heraus. Davon ist der postmoderne Stil die vorherrschende Strömung. Charakteristisch ist die Verwendung von Außenwänden aus Beton, die durch Sonnenschutzvorrichtungen aus Beton, Stahl oder Aluminium ergänzt werden (Management House, Bookshop House).
Die Architektin Tosin Oshinowo errichtete 2022 auf dem Banana Island das dreistöckige „Lantern House“, ein preisgekröntes Familienhaus, das ausschließlich mit Solarenergie betrieben wird.

### Film
Im Stadtteil Surulere befindet sich das Zentrum der nigerianischen Filmindustrie, die auch gemeinhin als Nollywood bezeichnet wird. Lagos selbst ist in vielen Filmen Drehort und Filmkulisse. Die Stadt ist in inländischen und in ausländischen Spielfilmproduktionen zu sehen. „Captain America: Civil War“ (2016) enthält eine Szene, die in Lagos spielt. Auch die spanische Polizeiserie „La unidad“ (2020–2023), das britische Drama „The last tree“ (2019) und das US-amerikanisch-spanische Drama „The Way, Chapter 2“ mit Martin Sheen (2024 noch in Entwicklung) verwenden Lagos als Drehort. Der Film „93 Tage“ (2016) mit Danny Glover ist eine etwas melodramatische, aber faktenbasierte Darstellung des Ebola-Ausbruchs in Lagos im Jahr 2014 und wurde an Originalschauplätzen gedreht.
In der Stadt gibt es auch eine Reihe an Kinos. Das Audiosystem steht dabei oft auf „Maximum“ und überschreitet mitunter die Schmerzgrenze. Der erfahrene Besucher von Lagos hat darum Ohrstöpsel immer in Reichweite.

### Sport
Die Nigeria Football Association (NFA) und die Lagos State Football Association (LAFA) haben ihren Sitz in Lagos. Bekanntester Fußballverein der Stadt ist der Julius Berger FC. Die Mannschaft wurde 1991 und 2000 Fußball-Landesmeister. Sie spielte bis 2006 in der höchsten Klasse des Landes, der Nigerian Premier League. Heimspielstätte ist das Onikan-Stadion mit einer Kapazität von 5.000 Plätzen. Gefördert wird der Klub von der Julius Berger Nigeria PLC. Ein weiterer Verein aus Lagos ist Stationery Stores, der Fußball-Landesmeister des Jahres 1992.
In Lagos geboren wurde Nojim Maiyegun. Der nigerianische Boxer gewann bei den Olympischen Spielen in Tokio 1964 eine Bronzemedaille im Halbmittelgewicht. Ebenfalls in Lagos geboren ist Hakeem Olajuwon. Der US-amerikanische Basketballspieler gewann in den 1990er-Jahren zwei NBA-Meisterschaften mit den Houston Rockets sowie eine Auszeichnung zum Most Valuable Player.

### Tourismus und Unterhaltung

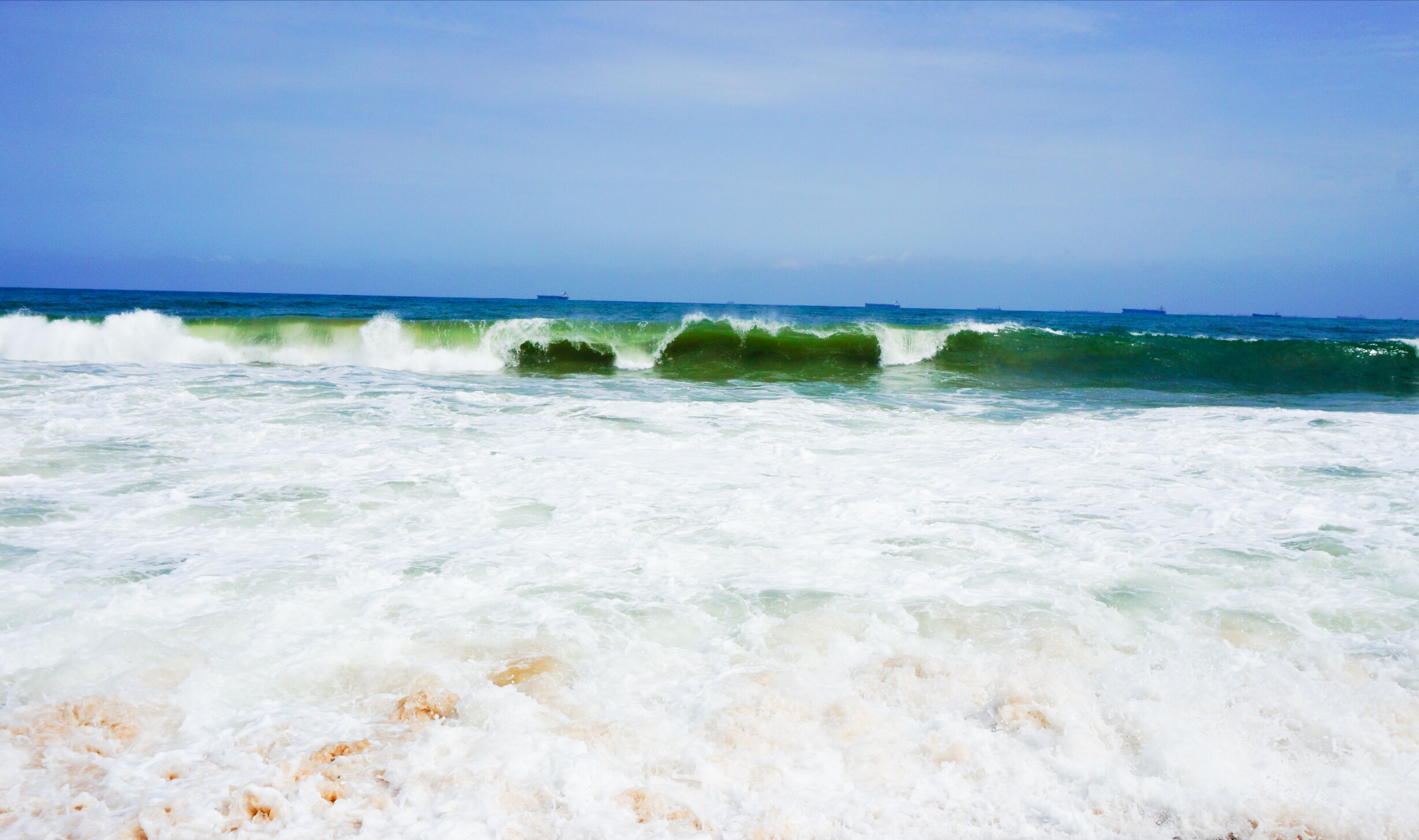
Atlantikstrand im Stadtteil Lekki

Nach der Modernisierung durch die Regierung von Gouverneur Raji Babatunde Fashola (2008–2015) entwickelt sich Lagos allmählich zu einem bedeutenden Touristenziel. Das aktive Nachtleben bringt Lagos den (eigentlich New Yorker) Titel „Die Stadt, die nie schläft“.

#### Festivals

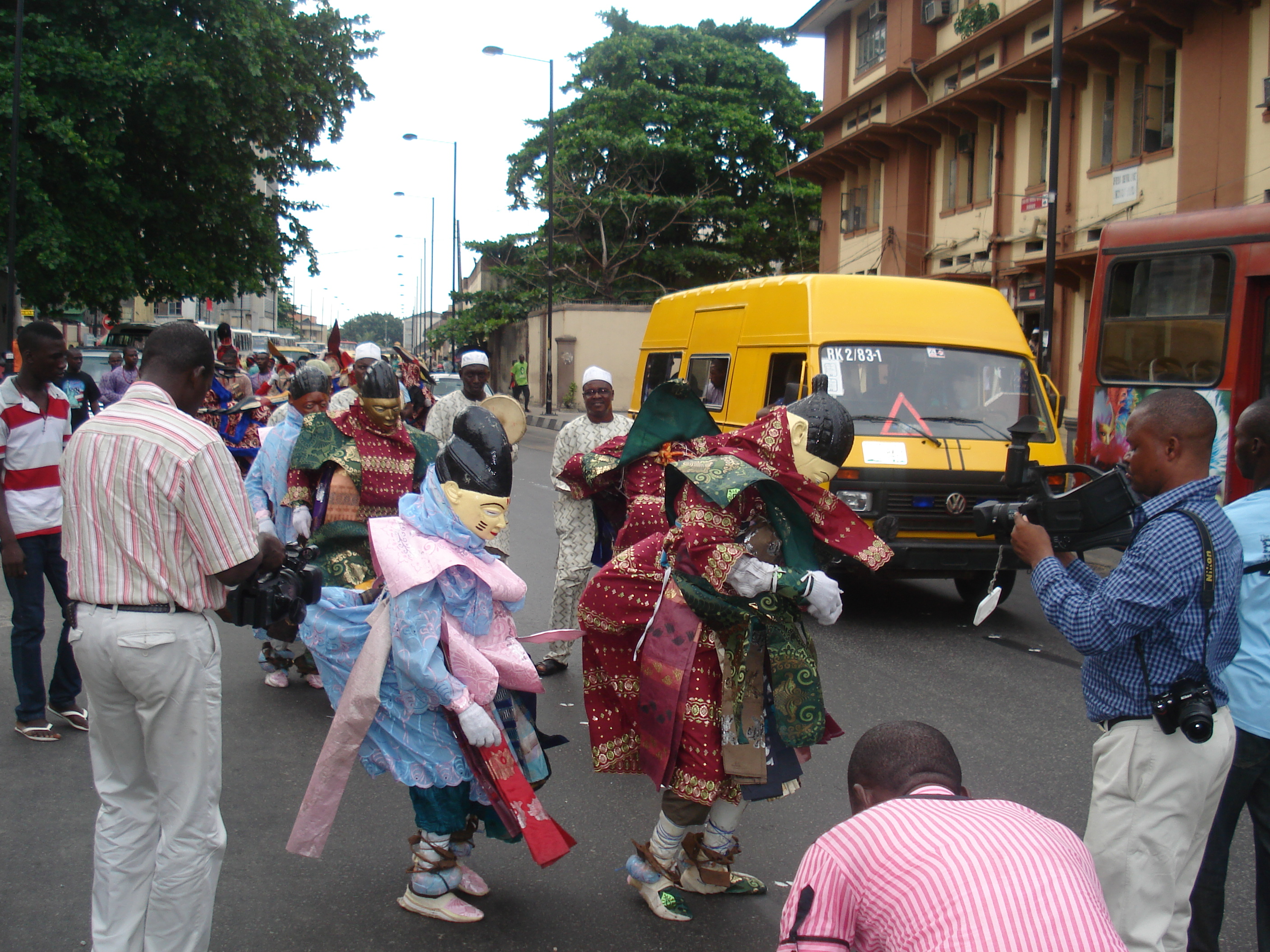
The Lagos Black Heritage Festival Parade, 2012

In Lagos finden Festivals statt, die in verschiedenen Monaten stattfinden. Dies sind der Lagos Carnival im Januar, das Eko International Film Festival im März, der Lagos Black Heritage Carnival im April, das LagosPhoto Festival im November, das Book & Art Festival im November und das Lagos Food Festival im Dezember. Das Lagos Jazz Festival bietet Musik aller Genres mit Schwerpunkt Jazz. The Experience ist ein dezibelreiches Gospelkonzert, das am ersten Freitag im Dezember von der evangelistischen House of the Rock Church im vollbesetzten Tafawa Balewa Square veranstaltet wird. Gehörschutz und eine gewisse Toleranz gegenüber Erweckungsbewegten empfehlen sich.
Der Eyo-Karneval ist ein unregelmäßig stattfindendes Festival, das seinen Ursprung in Iperu Remo im Bundesstaat Ogun hat.
Zu Ostern feiert die Gemeinde der Nachfahren brasilianischer Freigelassener, der Emancipados, auf Lagos Island das Popo Aguda Concert.

#### Tanzen, Essen, Einkaufen
Nachtclubs gibt es vor allem auf Victoria Island, wo sich die Gutbetuchten und ausländischen Gäste aufhalten, und rund um die Adeniran Ogunsanya Street im Nollywood-Stadtteil Surulere.
Rooftop-Restaurants am Atlantikstrand oder an der Lagune bieten außer Kulinarischem und der Aussicht dem hitzegeplagten Mitteleuropäer eine willkommene Brise von See her.
Der New Afrika Shrine in Ikeja ist, anders als der Name vermuten lässt, kein Schrein, sondern eine Musikkneipe, die von den Nachfahren Fela Kutis geführt wird. Ihren besonderen Charme entfaltet sie, wenn Live-Musik spielt; außerdem ist sie der einzige Ort in Lagos, an dem man legal einen Joint rauchen darf.
Bereits vor der Abwertung der Landeswährung Naira im Juni 2023 war Lagos ein Ort, in dem man mit 10 USD (9,10 Euro) einen Tag lang satt bleiben und obendrein noch Andenken kaufen kann. Der stressresistente und verhandlungssichere Schnäppchenjäger ersteht auf dem Ekomarkt und der anliegenden Martin Street Markenkleidung zum Spottpreis.
Der Lekki Arts and Crafts Market (bei Lagosianern bekannt als Oba Elegushi Market) bietet eine große Vielfalt an afrikanischer Kunst und Kunsthandwerk. Er gilt als der größte Kunstmarkt in Nigeria.

#### Strände, Wassersport, Bootstouren

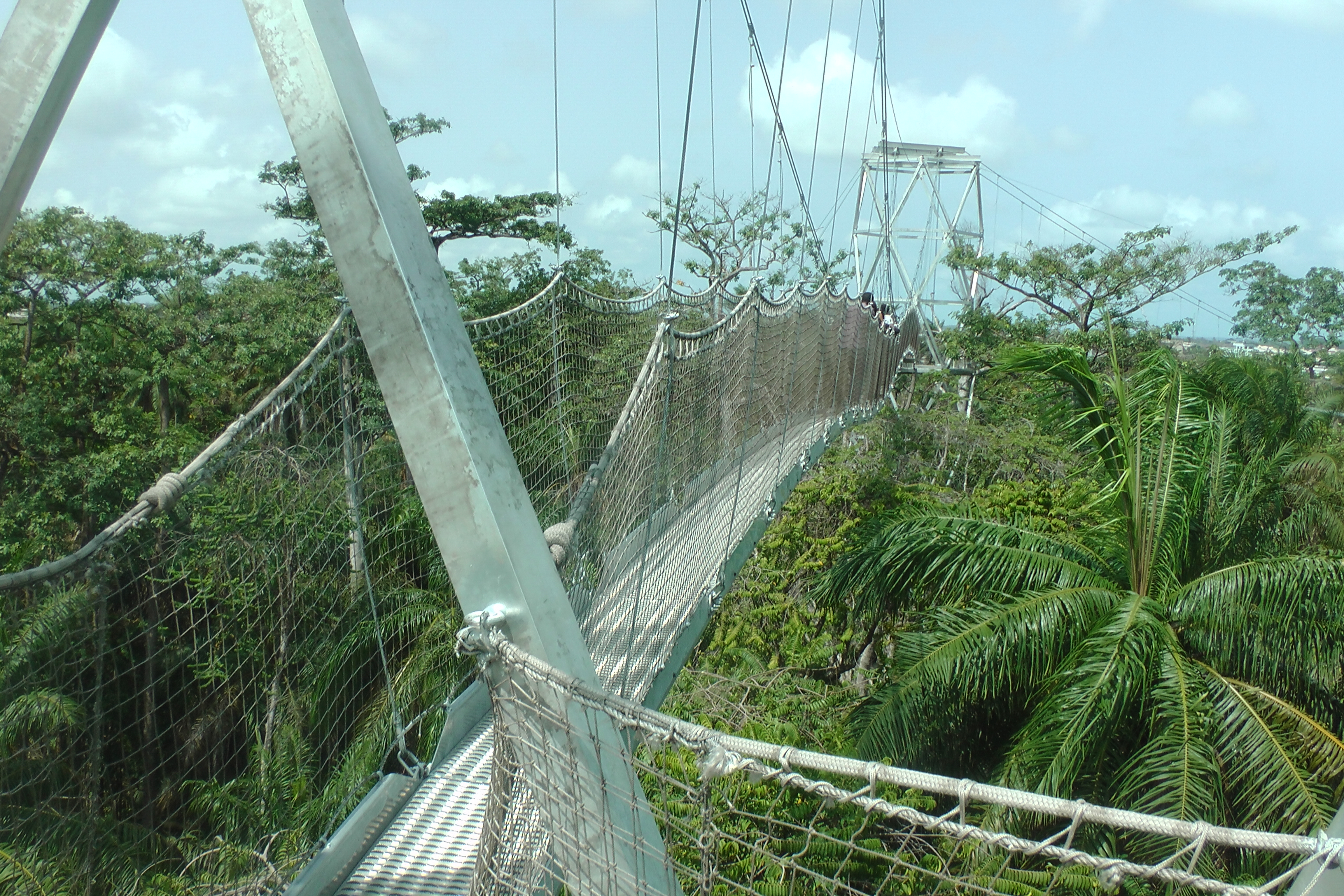
Baumkronenbrücke („canope walkway“) im Lekki Conservation Centre

Anders als an der Lagune gibt es am Atlantik makellose Sandstrände, darunter Elegushi Beach und Alpha Beach. Private Strandresorts, darunter Good Beach, Sol Beach und das Inagbe Grand Beach Resort, erheben zwar eine Eintrittsgebühr, bieten dafür aber mehr im Bereich Service und Unterhaltung. Tarkwa Beach ist wegen seiner Insellage nur mit Wassertaxis erreichbar.
An der Wole Olateju Crescent, in direkter Nähe der Lekki Bridge, befinden sich mehrere Unternehmen, die Bootstouren anbieten und Kajaks bzw. Jetskis ausleihen.
Giwa Gardens auf Lekki ist ein Wasserpark, laut eigener Angabe der größte in Westafrika.

#### Natur
Das Lekki Conservation Centre ist gewissermaßen der Zoo von Lagos. Es gibt Affen, zahlreiche Vögel, Schlangen und Krokodile und ein kleines Museum mit ausgestopften Tieren. Die Baumkronenbrücke ist laut eigener Angabe die längste ihrer Art in Afrika. An Sonntagen wird das Zentrum für einen ausgedehnten Gottesdienst genutzt. Laut einer Tourismus-Website ist das LCC die zweitbeliebteste Sehenswürdigkeit in Lagos.
Der Lufasi Nature Park ist die städtische Forstwirtschafts- und Tierschutzinitiative von Lekki und dient der Erhaltung der Natur und dem Schutz von Wildtieren und gefährdeten Arten. Nollywood-Filmteams nutzen diesen Park gerne als Kulisse.

#### Sonstiges

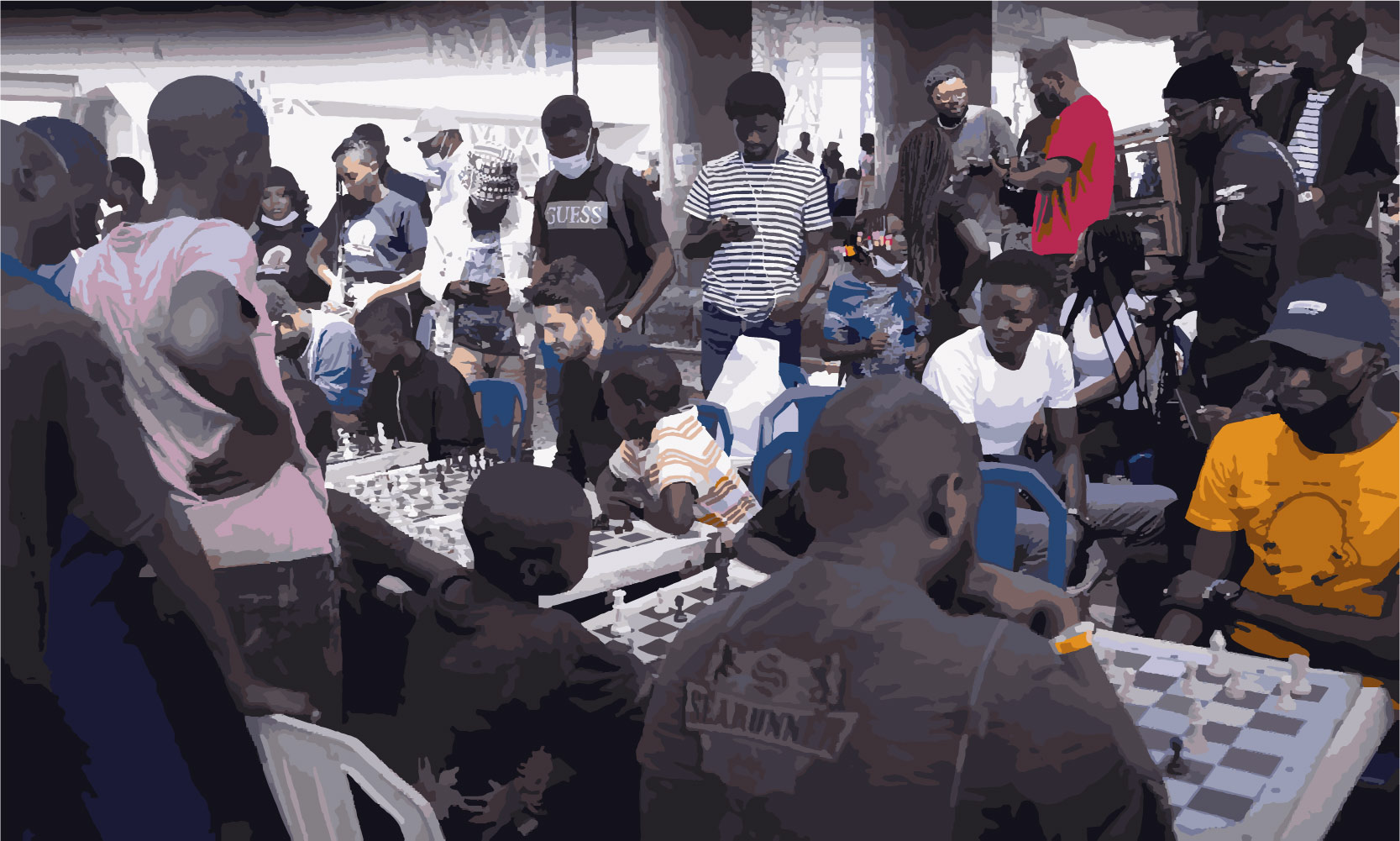
Schach spielende Straßenkinder am zentralen Busbahnhof von Oshodi

In der Nähe des neuen Busterminals von Oshodi (siehe „Verkehr“) spielen Straßenkinder Schach im Rahmen einer privaten Förderung für Kinder in sozialen Brennpunkten. Im Dezember 2021 gewann der 19-jährige Obdachlose Fawaz Adeoye die Meisterschaft des Stadtteils wenige Monate nach seiner ersten Einweisung in das Spiel. Einige Jahre zuvor hatte der zuerst bildungsferne Babatunde Onakoya die nationale Meisterschaft und damit ein Informatikstudium gewonnen.
Der Hi-Impact Planet Amusement Park liegt zwar im Bundesstaat Ogun, aber noch im Ballungsgebiet von Lagos. Es handelt sich um einen familienfreundlichen Vergnügungs- und Themenpark mit 30 Attraktionen wie Autoscooter, Go-Kart-Bahn, Riesenrad, Karussell etc. Gerühmt werden die kurzen Wartezeiten bei den einzelnen Attraktionen und die Möglichkeit, eine Attraktion bei Gefallen einfach ohne Aufpreis zum zweiten Mal nutzen zu können. Empfohlen wird der Kauf eines Besucherpasses am Eingang, statt online.
Hakuna Matata ist ein Erlebnispark auf Victoria Island. Die Eintrittsgebühr gewährt Zugang zu allen Attraktionen; Schwimmkleidung und Socken werden dringend empfohlen.
Die Weihnachtsbeleuchtung des Zenith-Kreisels der Ajose Adeogun Street gehört im Dezember jeden Jahres zu den Hauptattraktionen der Stadt.

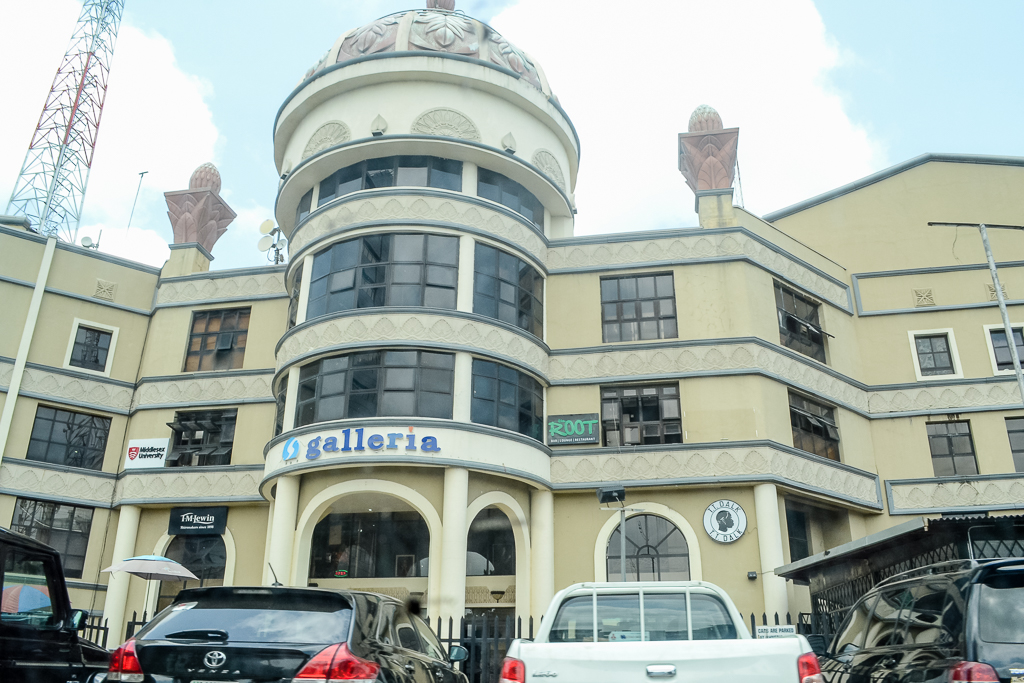
Die Silverbird Galleria

Die Silverbird Galleria ist ein Einkaufs- und Vergnügungszentrum auf dem noblen Victoria Island. Es gehört zur Silverbird-Kinokette und sollte nicht mit den gleichnamigen Kinos in anderen Stadtteilen von Lagos verwechselt werden.

#### Nicht LGBT-freundlich, aber keine Verurteilung in Lagos
Trotz seines aktiven Nachtlebens und der vorherrschenden Lebensfreude ist Lagos wie alle Städte in Nigeria „nicht LGBT-freundlich“. Die nigerianische Anti-LGBT-Gesetzgebung von 2014 gehört weltweit zu den drakonischsten Repressionsgesetzen gegenüber queeren Menschen. Homosexuelle, aber auch ihre „Unterstützer“ wie Personen, die an einer gleichgeschlechtlichen Hochzeit in einem anderen Land teilgenommen haben, oder Hotelpersonal, das einem queeren Paar ein Zimmer zur Verfügung gestellt hat, können prinzipiell zu bis zu 15 Jahren Gefängnis verurteilt werden.
In Lagos ergibt sich allerdings nach Internetrecherchen nur ein Fall, in dem Personen anhand der Anti-LGBT-Gesetze von 2014 belangt wurden (Stand 2024). Die 47 Männer wurden im Dezember 2019 nach einer Razzia in einer von lokalen Männern besuchten Bar verhaftet. Das Bundesgericht in Lagos sprach alle Angeklagten im Oktober des nächsten Jahres frei. Der Fall galt als „Testfall“ für die Anwendung der Anti-LGBT-Gesetze in Nigeria, wurde aber abgewiesen, da die Staatsanwälte nicht zur Verhandlung erschienen waren und keine belastenden Zeugen gefunden werden konnten.
Weitere Verhaftungen oder Verurteilungen sind aus Lagos nicht bekannt. Allerdings wurden noch 2022 drei Männer von einem islamischen Gericht in Kano (Nordnigeria) zum Tod durch Steinigung verurteilt (die Strafe wurde durch den Obersten Gerichtshof aufgehoben; seit 1999 wurde keine Todesstrafe durch ein islamisches Gericht tatsächlich umgesetzt). Touristen sollten die diesbezügliche Gesetzeslage in Nigeria auf jeden Fall sehr ernst nehmen.

## Wirtschaft

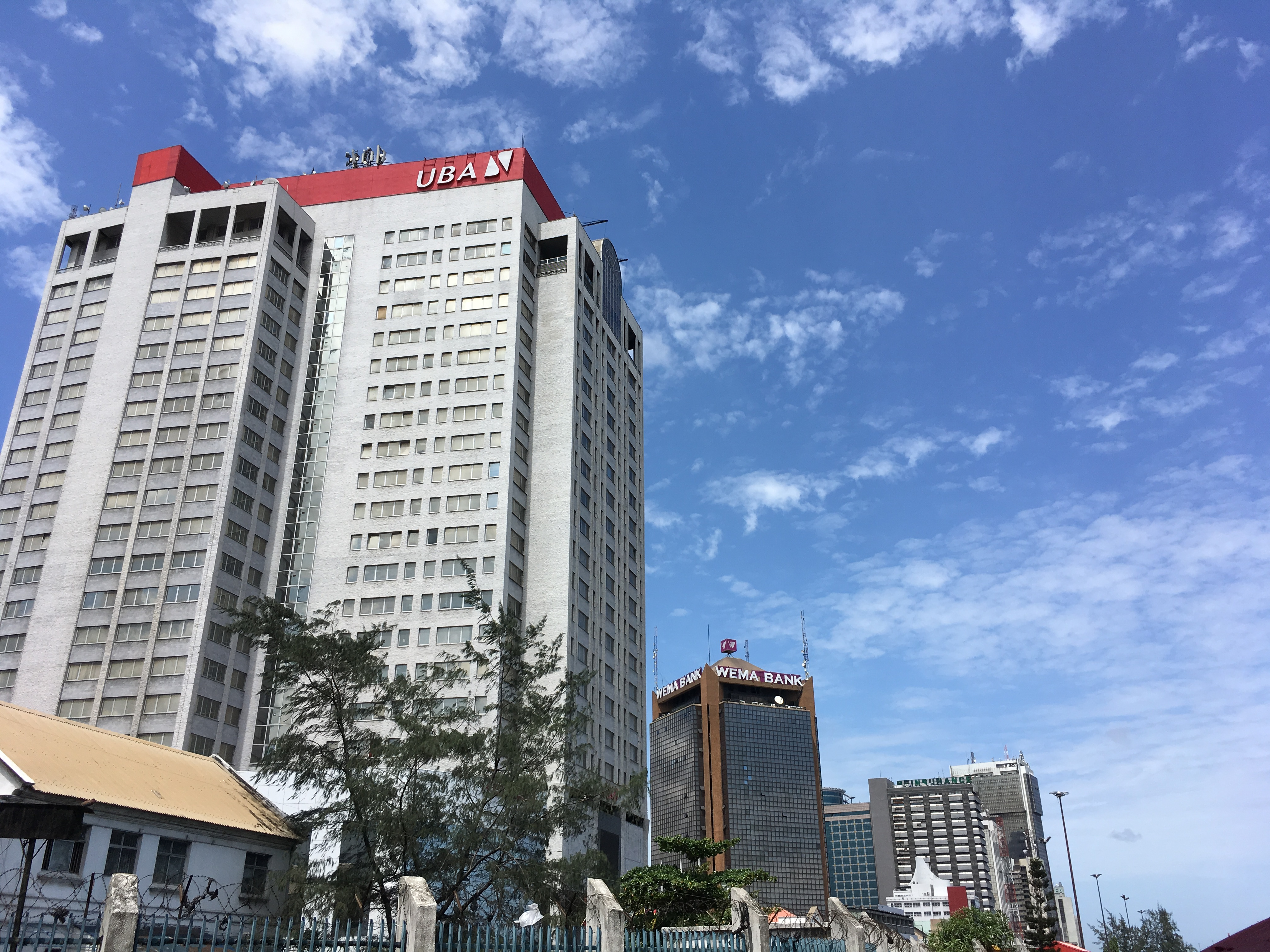
Finanzdistrikt von Lagos

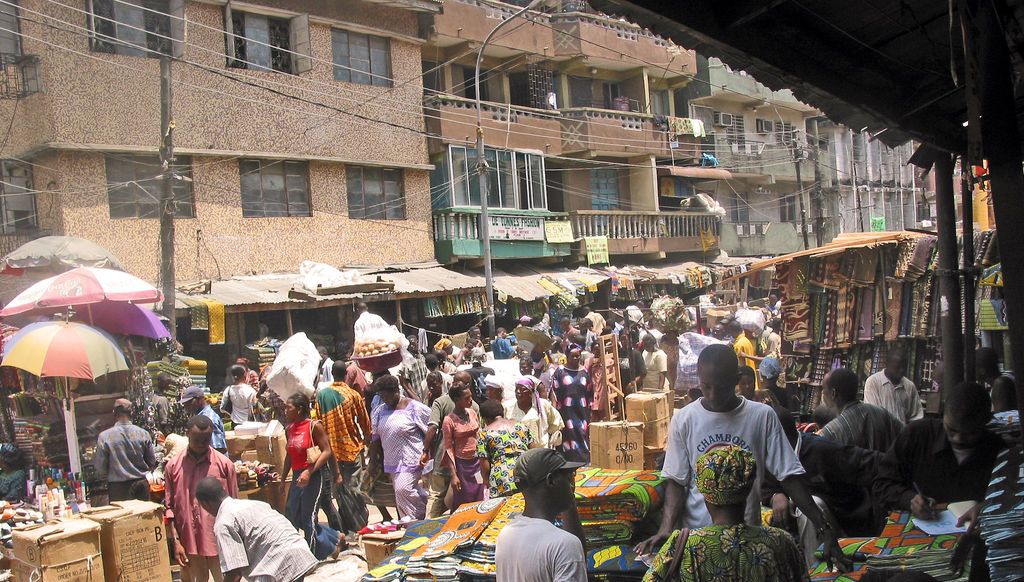
Markt in Lagos (2005)

137 Mrd. USD bzw. 30 % des nigerianischen Bruttosozialproduktes werden im Bundesstaat Lagos generiert, dies entspricht dem BSP von Ländern wie Kenia oder Ghana. Die Globalisierung der Wirtschaft von Lagos wird vom GaWC mit einem „Beta minus“ bewertet. Dies entspricht Genf oder Stuttgart. Lagos ist damit die „globalisierteste“ Stadt in West- und Zentralafrika. 5 von 7 afrikanischen Tech-„Einhörnern“ operieren von Lagos aus (ebenso viel wie in München). Lagos beherbergt mehr Technologiezentren als jede andere Stadt Afrikas. Yves Bellinghausen von der Zeit fasst zusammen: „Lagos ist Afrikas Hollywood, Manhattan und Silicon Valley in einem.“

### Finanzinstitute
Lagos ist ein bedeutendes Finanz- und Bankenzentrum. Die vier größten Banken in West- und Zentralafrika haben ihren Sitz in Lagos, weitere neun Banken in Lagos gehören zu den 20 größten Banken der Region. Zenith Bank, Access Bank, Guaranty Trust Bank und First Bank besitzen ein Kapital von jeweils mehr als 2 Mrd. USD. Die Bankzentralen finden sich auf Victoria Island und auf der Insel Lagos.
Auch die nationale Wertpapierbörse, die Nigerian Stock Exchange befindet sich hier. Außerdem haben die NASD OTC Securities Exchange und die FMDQ Group hier ihren Sitz.
Das Versicherungswesen in Nigeria ist mit einem Branchenumsatz von ca. 1 Mio. USD im Jahr vergleichsweise bescheiden entwickelt. Wie bei den Banken auch, befinden sich die Hauptsitze der Versicherungen überwiegend in Lagos.

### Häfen
Der Hafen Lagos gehört zur Kategorie „Großer Hafen“ und ist für die Logistik in West- und Zentralafrika von zentraler Bedeutung. Der Hafen besteht aus zwei getrennten Anlagen: die Hafenanlage von Apapa und die von Tin Can Island. Anfang 2023 wurde 50 km östlich davon, aber noch innerhalb der Agglomeration Lagos, der Tiefseehafen Lekki in Betrieb genommen.

### Unterhaltungsindustrie und Medien

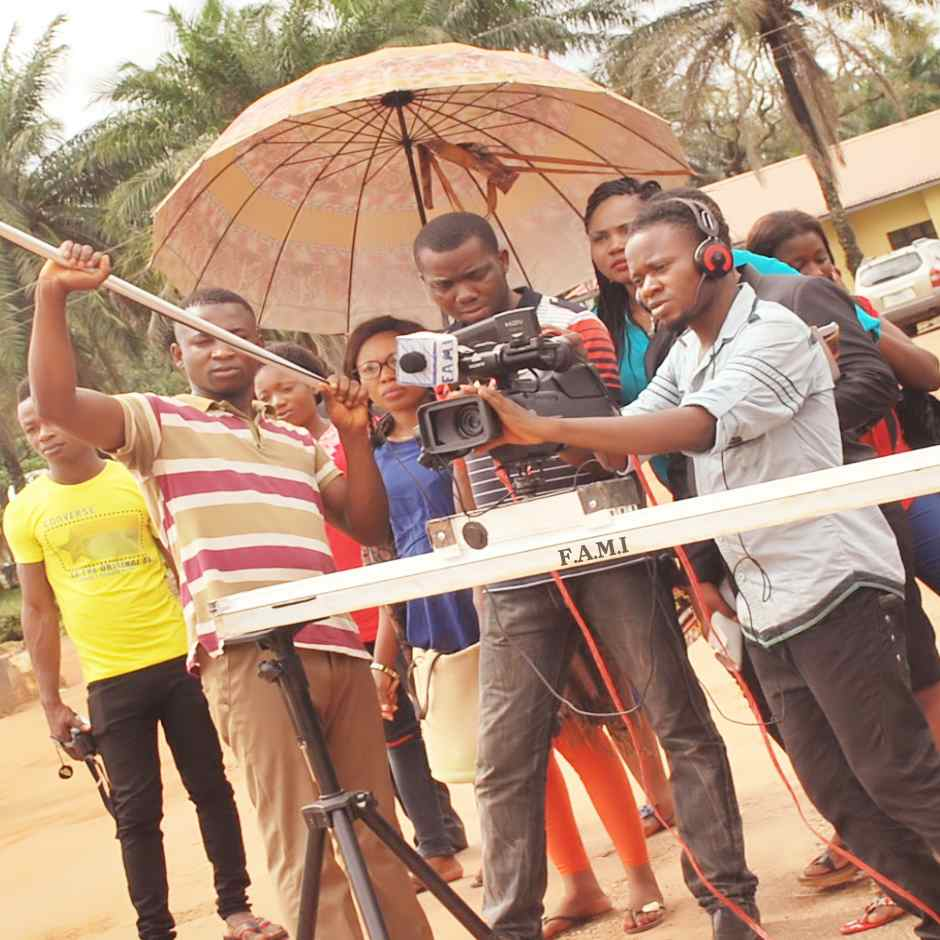
Filmaufnahmen im Ortsteil Surulere

Lagos ist Zentrum der westafrikanischen Filmindustrie. Die Filmindustrie im Ortsteil Surulere rangiert weltweit, je nach Erhebung, auf dem zweiten oder dritten Rang vor bzw. nach Hollywood (Nigerianischer Film). Seit dem Erfolg des nigerianischen Thrillers „The Figurine“ hat sich der nigerianische Film vermehrt qualitativ hochstehenden und gleichzeitig kommerziell erfolgreichen Produktionen zugewandt. Dies wiederum führte zu stets neuen Umsatzrekorden an Nigerias Kinokassen. „Battle on Buka Street“ (2022) thematisiert auf komödiantische Weise die Rivalität zweier Freiluftköchinnen („Buka“ auf Yoruba), ist (Stand 2024) der erfolgreichste nigerianische Film aller Zeiten und wurde auch bei Kritikern gelobt.
Lagos ist auch Zentrum des Afrobeats. Musiker wie Wizkid, Davido und Tems haben ihre internationale Karriere in den Musikstudios von Lagos begonnen und werden bei Music Awards regelmäßig ausgezeichnet.
In Lagos befanden sich EMI Studios, in denen 1973 Aufnahmen für das Musikalbum Band on the Run (1974) der Band Wings stattfanden.
In Nigeria sind Zeitungen im digitalen Format erhältlich und werden überwiegend in Lagos erstellt. Die laut eigener Angabe meistgelesene Zeitung in Lagos ist Punch. Die Zeitung Vanguard gehört zu den wenigen Tageszeitungen, die nicht nur online, sondern auch noch als gedruckte Version erhältlich sind. Weitere Publikationen sind The Guardian, The Nation, The Sun und die Nigerian Tribune. Letztere wurde noch in kolonialer Zeit, 1949, gegründet.
Der meistgesehene Fernsehsender in Lagos (und in Nigeria) ist der 24-Stunden-Nachrichtenkanal Channels TV mit Sitz in Lagos. Manche seiner Präsentatoren verwenden ein übertrieben korrektes britisches Standard-Englisch, das von Landsleuten gerne bespöttelt wird. Gleiches lässt sich über Arise TV und den Staatssender NTA sagen. Das private African Independent Television konzentriert sich auf Entertainment und Infotainment. Programme auf Pidgin-Englisch oder in Yoruba sind auf digitale Streamingdienste ausgewichen und bieten Actionfilme, Komödien und Produktionen aus dem Bereich Herzschmerz.

### „Afrikas Silicon Valley“

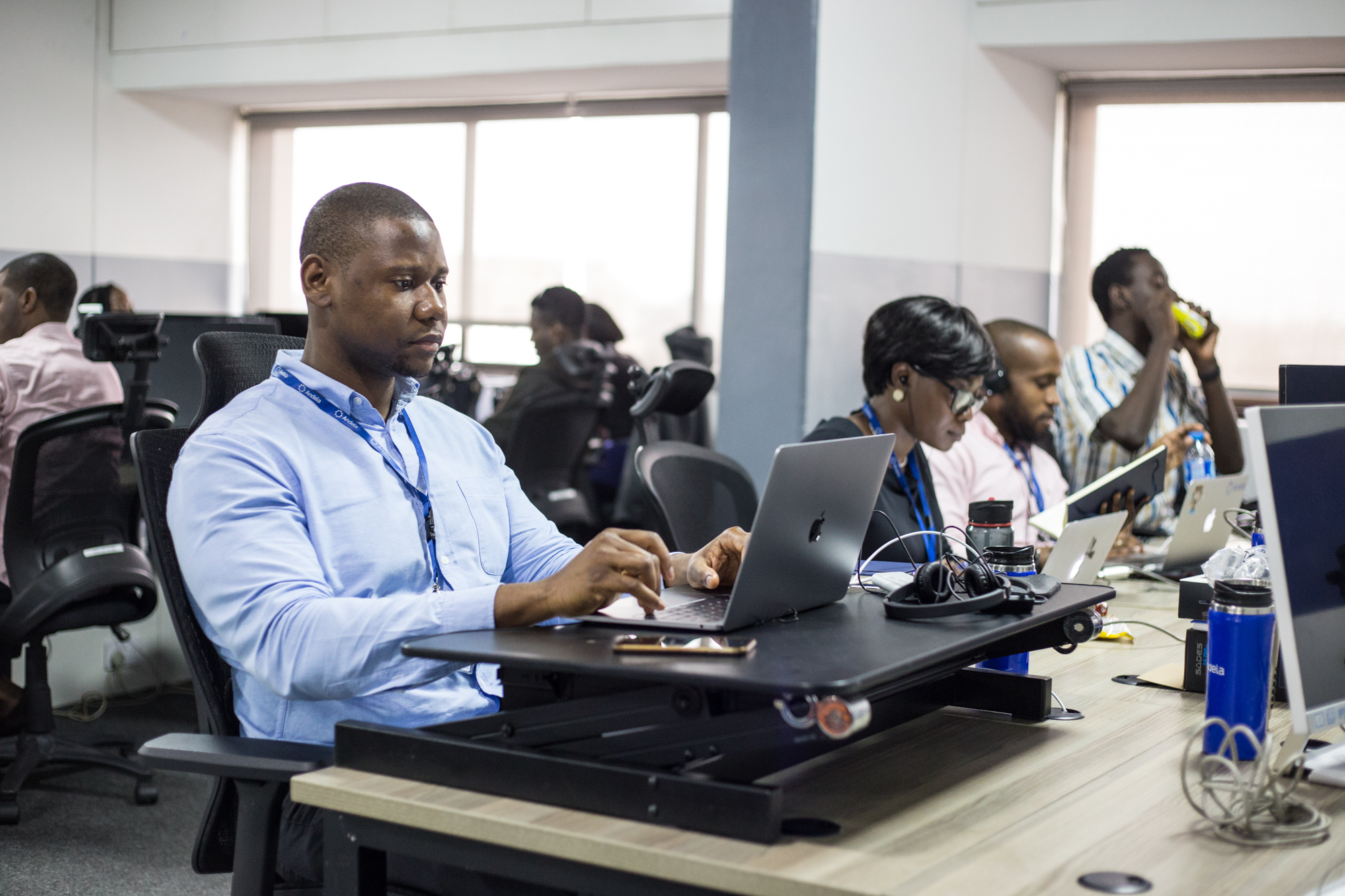
EDV-Ausbilder und -Recruiter Andela, Lagos

In Afrika gibt es sieben Tech-Startups, denen „Einhorn“-Status zugeschrieben wird (Wert über 1 Mrd. Euro). Fünf davon befinden sich in Lagos: Flutterwave ist im Bereich virtueller Bankkarten tätig. Opay und Interswitch sind Plattformen für online Buchungen. Andela bildet Softwareingenieure aus und vermittelt sie auf dem nigerianischen Arbeitsmarkt. Jumia ist ein Online-Handelsunternehmen, das eine breit gefächerten Produktpalette wie Elektronikgeräte und Mode bietet.

Lagos beherbergt mehr Technologiezentren als jede andere Stadt Afrikas. Mit mehr als 90 Millionen Internetnutzern ist Lagos ein Magnet für Investoren, die von diesem expandierenden Technologiecluster profitieren wollen. Startupgrind.com spricht von Lagos als „Afrikas Silicon Valley“, Bloomberg vom „chaotischen Aufstieg Nigerias zum technologischen Epizentrum Afrikas“ und meint Lagos.

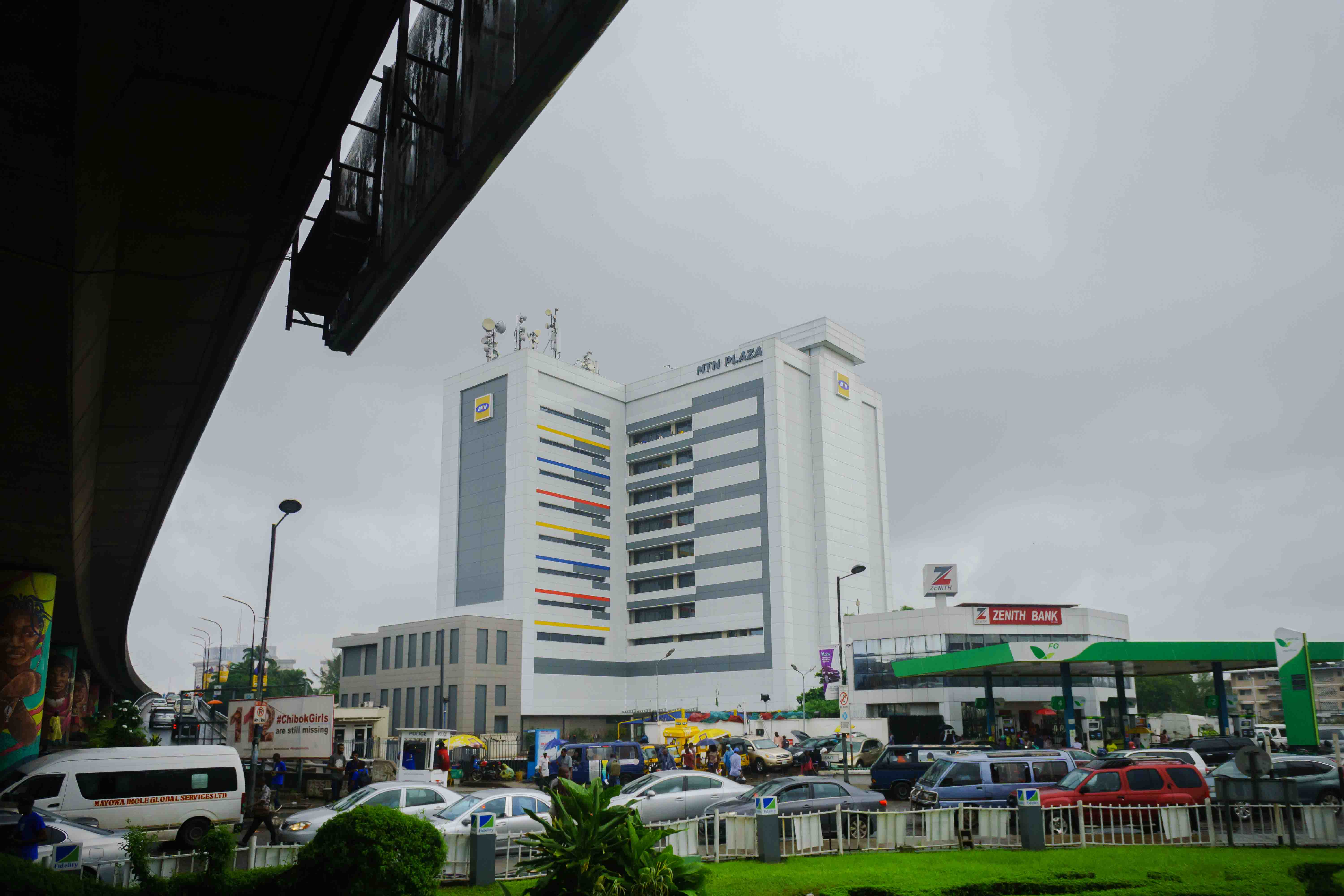
MTN-Gebäude auf Ikoyi, Lagos

Lagos besitzt als einzige afrikanische Stadt sowohl ein Büro von Google als auch von Microsoft. MTN unterhält das erste und weiterhin überwiegende 4G-Netzwerk in Nigeria. Airtel ist ein weiterer 4G-Provider. 9Mobile und Dataflex sind Internetprovider. Paystack wird von Nigerianern verwendet, die regelmäßig Zahlungen aus dem Ausland erhalten. ULesson unterhält eine Plattform, auf der Lerninhalte der Sekundarstufe dargeboten werden. Auf Hotels.ng lassen sich Hotelbuchungen in ganz Afrika durchführen.

### Ölraffinerie
Jahrzehntelang gab es in Nigeria keine ölverarbeitende Industrie, von illegalen (und wegen fehlenden Crackings sehr umweltbelastenden) Raffinerien im Nigerdelta abgesehen. Nigeria musste deswegen die Endprodukte des heimischen Erdöls wie Treibstoffe, Bitumen, Paraffin, Motoröl, Polypropylen etc. in US-amerikanischen oder europäischen Raffinerien erstellen lassen, dies bei Transportkosten über Tausende von Seemeilen und Margen für Zwischenhändler. Die Ölraffinerie in Lekki ging Dezember 2023 in Betrieb. Sie soll im Vollbetrieb am Tag 650.000 Barrel Öl verarbeiten, damit wäre sie weltweit die siebtgrößte Ölraffinerie und über 20 Mal größer als Deutschlands größte Ölraffinerie in Wilhelmshaven. 57.000 Personen wurden eingestellt.

### Düngemittelfabrik
Seit 2022 produziert eine neue Düngemittelproduktionsanlage 3 Mio. Tonnen Düngemittel im Jahr (dies entspricht etwa dem Düngemittelverbrauch Deutschlands). Da durch den russischen Überfall auf die Ukraine 2022 keine russischen Düngemittel mehr auf den Weltmarkt kommen, stößt Nigeria in eine Marktlücke.

### Pharmazeutische Industrie

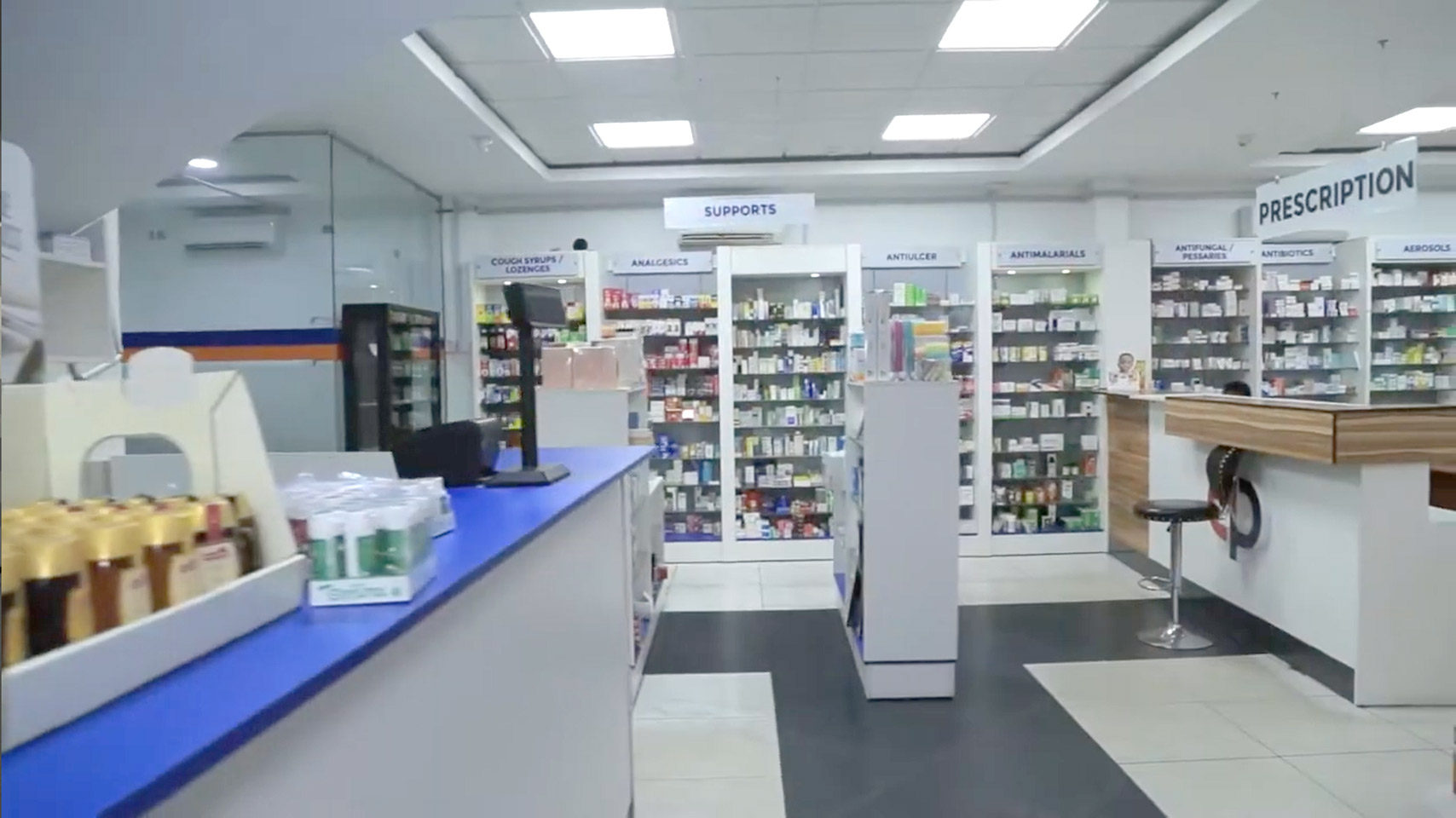
Apotheke im Ortsteil Ikeja

60 Prozent der pharmazeutischen Produktionskapazitäten von Afrika liegen in Lagos. Emzor scheint der größte Hersteller in diesem Bereich zu sein. Dem folgen Fidson und May & Baker. Die pharmazeutischen Unternehmen in Lagos produzieren vor allem Generika zur Behandlung von Malaria, Typhus, Bluthochdruck und Magengeschwüren, die vier überwiegenden gesundheitlichen Klagen von Nigerianern.

### Fluggesellschaften
Wegen der Nähe des Flughafens haben nigerianische Fluggesellschaften wie Arik Air, Dana Air und Air Peace ihren Hauptsitz in Ikeja. Dazu kommen Unternehmen, die sich mit der Reinigung und Wartung der Flugzeuge befassen.

### Automobilindustrie
„Nord Automobiles Ltd“ hat zwei Montagewerke in Lagos: in Sangotedo und in Epe. Das Unternehmen stellt seine eigenen Kunststoffteile her und plant, in Zukunft auch das Pressen von Stahl zu übernehmen. Das Unternehmen bietet acht verschiedene Modelle an. Die chinesische GAC startete am 24. Oktober 2023 eine Fahrzeugproduktionsanlage an der Wemco Road mit einer Kapazität von 5000 Fahrzeugen im Jahr.

### Hygieneprodukte
In Ketu stellt „Wemy Industries“ als nigerianischer Marktführer Hygieneartikel her, darunter Windeln der Marke „Dr. Brown's“ und Damenbinden der Marke „Nightingale“. Wemy ist in Westafrika der einzige Hersteller von Windeln für Erwachsene. Man exportiert nach ganz Westafrika und positioniert sich im mittleren bis preisgünstigen Marktsegment. 400 Mitarbeiter sind beschäftigt, 80 % der Rohstoffe (v. a. Baumwolle) stammen aus Nigeria.

### Körperpflegeprodukte / Lacke

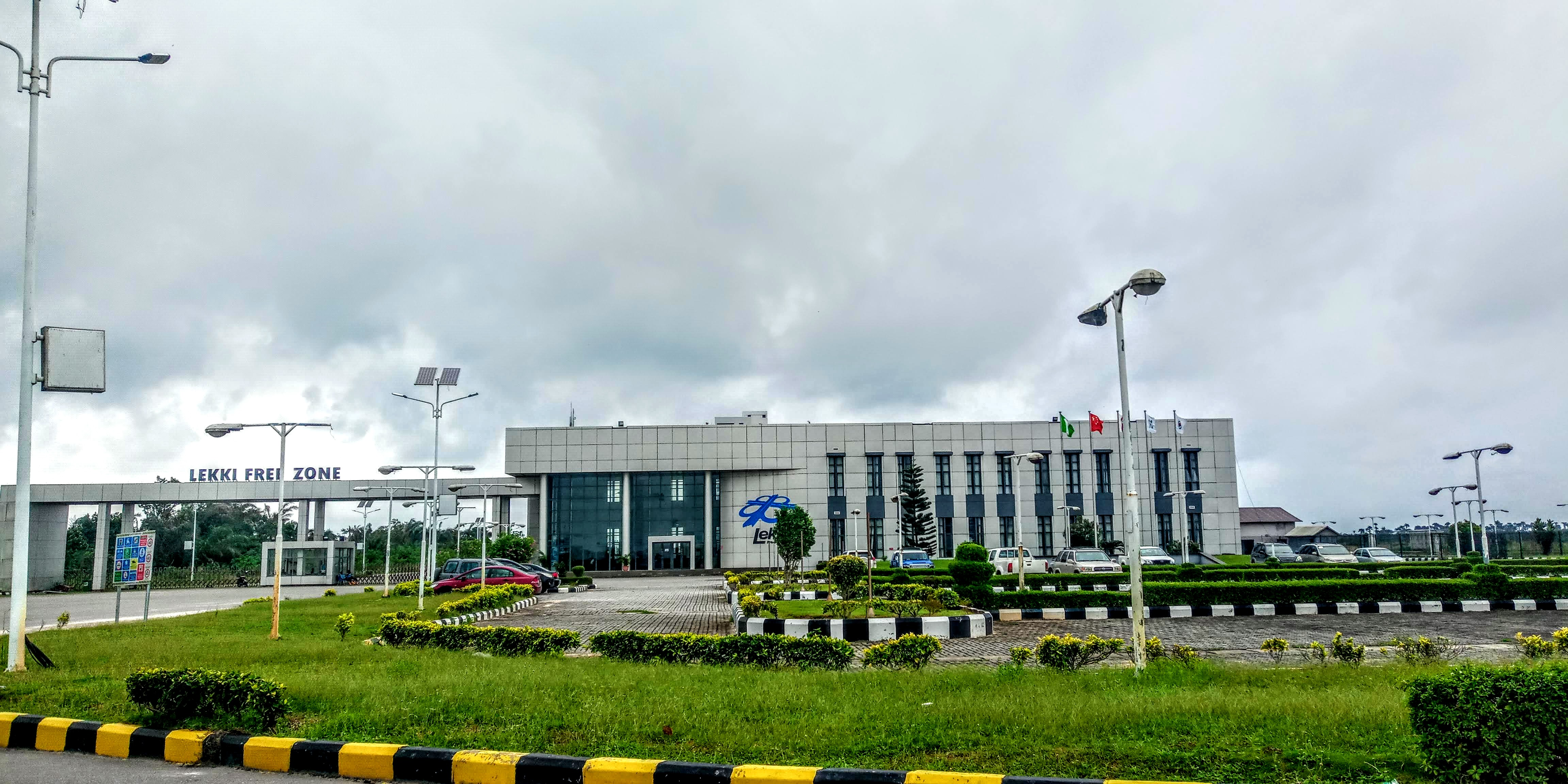
Lekki Free Trade Zone

In Lekki, in direkter Nähe zum Tiefseehafen, befinden sich je eine Produktionsanlage von Colgate-Palmolive für Zahnpasta und der BASF. Letztere ist bekannt für Farben und Lacke.

### Freihandelszone
Die Lekki Free Trade Zone ist eine Freihandelszone im östlichen Teil von Lekki, die sich über eine Gesamtfläche von etwa 155 km2 erstreckt. Sie hat eine Fläche von 30 km2 und soll zu einem multifunktionellen Stadtteil entwickelt werden, in dem Industrie, Handel und Gewerbe, Immobilienentwicklung, Lagerhaltung und Logistik, Tourismus und Unterhaltung integriert sind.

### Fachmessen und Ausstellungen
Lagos verfügt über zwei große Kongresszentren, das Eko Convention Center und das Landmark Centre. Das Eko Convention Center verfügt über 5151 m2 und 13 Tagungsräume. Hier findet z. B. die Lagos Fashion Fair statt. Das Landmark Centre verfügt über 1004 m2 und 8 Tagungsräume. Im Landmark Centre finden jährlich Tagungen wie „Medic/Medlab West Africa“, „Beauty West Africa“ oder „agrofood“ statt.
Die Lagos Leather Fair ist die größte Ledermesse in Westafrika. Nigeria ist der sechstgrößte Lederexporteur der Welt, Marken wie Prada, Gucci und Louis Vuitton beziehen hier ihre Ware. Modejournalistin Waridi Schrobsdorff stellt auf N-tv „Mailand, Paris, Lagos“ sogar auf eine Ebene.

### Nahrungsmittelverarbeitung und -distribution

#### Brauereien
Nigerias größte Brauerei, die den Namen „Nigerian Breweries“ trägt und eine Heineken-Tochter ist, befindet sich im Ortsteil Lagos-Surulere. Die Guinness-Brauerei produziert ihr bekanntes Bier im Ortsteil Ikeja. Offenbar trinkt der durchschnittliche Nigerianer größere Mengen dieses Getränks als der durchschnittliche Ire. Beide Brauereien produzieren auch alkoholfreies (Guinness auch halal) Malzbier, das zum „Lagos' way of Life“ gehört.

#### Schälmüllerei Imota
Die vom Bundesstaat Lagos betriebene Schälmüllerei in Imota, vor den Toren von Lagos, ist die größte südlich der Sahara, beschäftigt inkl. Zulieferern 250.000 Menschen und produziert 2,5 Mio. 50-kg-Reissäcke jährlich. Sie wurde im Dezember 2023 in Betrieb genommen; ihr Reis der Marke „ÈKÓ Rice“ versorgt 20 % der Haushalte von Lagos. Der Bau der Mühle wurde von Bühler (Uzwil, Schweiz) konzipiert und überwacht.

#### Zuckerraffinerie Apapa
Die zum Dangote-Konzern gehörende Zuckerraffinerie in Apapa konnte im dritten Quartal 2022 ihren Umsatz auf 288,3 Mrd. Naira (590 Mio. Euro) steigern – eine Zunahme von 47 % zum dritten Quartal 2021. Die Zuckerraffinerie hat eine Kapazität von 1,44 Mio. metrischen Tonnen im Jahr und beliefert Endverbraucher als auch Großabnehmer wie Nestlé Nigeria Plc, Cadbury Nigeria Plc, Seven-Up Bottling Company Plc und die Nigerian Bottling Company.

#### Food Logistics Park Lagos

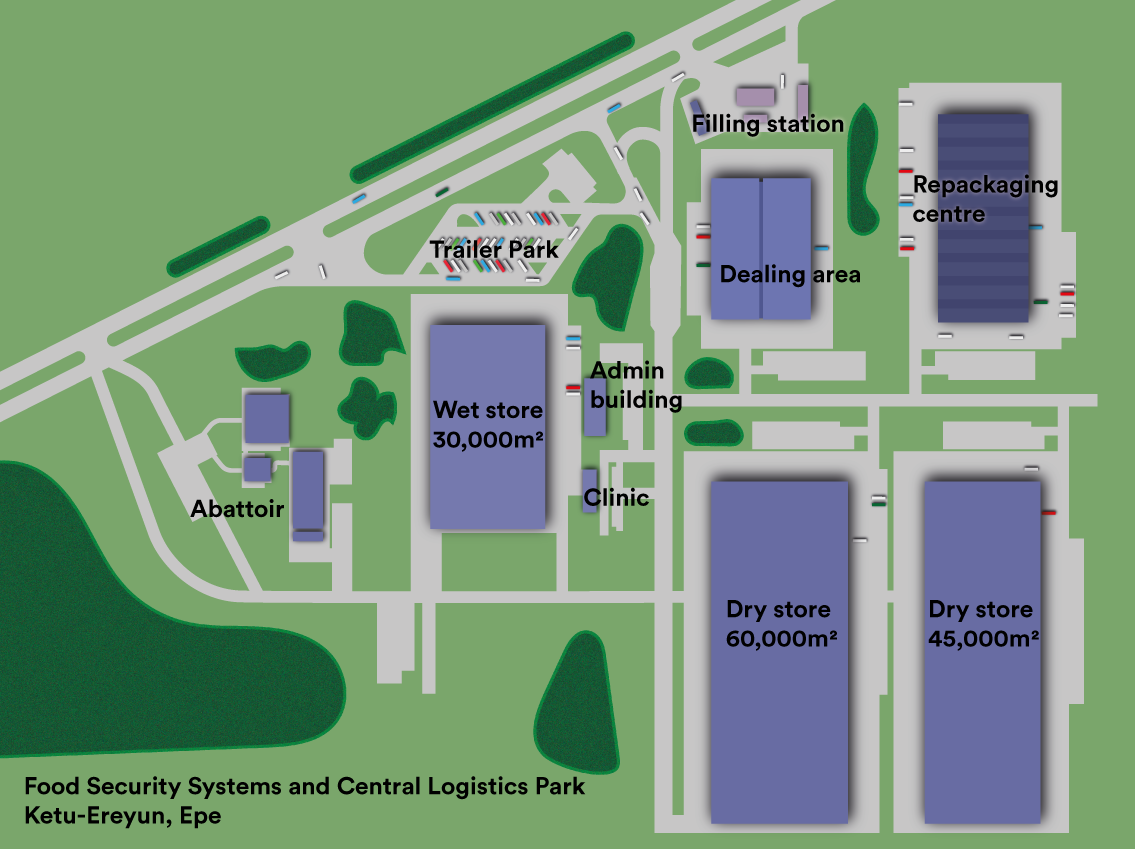
Food Logistics Park

An der Grenze zum Bundesstaat Ogun wird das größte Lebensmittellogistikzentrum in Afrika südlich der Sahara gebaut. Da momentan offenbar 40 % der Nahrungsmittel verderben, bevor sie die Bewohner der Metropole Lagos erreichen, soll die gekühlte Lagerung im Logistikzentrum die Versorgungslage verbessern, sowie Lebensmittelpreise reduzieren, indem man die Margen von Mittelsmännern beseitigt.

#### Früchtemarkt in Ketu
Am 25. Mai 2023 wurde der Ikosi International Fruits Market im Ortsteil Ketu eröffnet. Der neue Früchtemarkt umfasst 1004 Ladeneinheiten. Er liegt in direkter Nähe zum Autobahnkreuz von Expressway 1 und der Ikorodu Road, den zwei wichtigsten Ausfallstraßen von Lagos.

### Holzhandel
Mitten in der Stadt, im Viertel Oko Baba, befindet sich ein großer Umschlagplatz für Holz, vor allem von Rotholz und Mahagoni. Dieser Holzhandel, einschließlich Sägewerk, sollte im Dezember 2022 an einen neuen Standort, „Timberville“ umziehen. Informationen darüber lassen sich im Internet kaum finden. Ein Video auf Youtube vom September 2023 zeigt den neuen Umschlagplatz offenbar fertiggestellt, aber menschenleer.

## Lebensqualität
2023 belegte Lagos in einer weltweiten Untersuchung des Statista Research Department nach den Städten mit der geringsten Lebensqualität nach Manila den zweiten Platz. Der ermittelte Lebensqualitätsindexwert setzt sich aus acht Teilindizes zusammen.
Einschränkend muss klargestellt werden, dass Indexlisten von Ländern oder Städten in der Regel nicht auf überprüfbaren oder vor Ort erhobenen Daten basieren, sondern oft auf subjektiven Einschätzungen von Europäern oder Nordamerikanern. Der CPI von Transparency International zum Beispiel basiert laut eigener Definition „auf der gefühlten Einschätzung von Laien und Fachleuten und reduziert sich nicht auf tatsächliche Erfahrung und deren Analyse“. Es wird kritisiert, dass die ermittelten Indizes einfach nur die Vorurteile westlicher Länder numerisch wiedergeben.

## Soziales
Zuverlässige Angaben über Arbeitslosigkeit, Einkommen unterhalb des Existenzminimums etc. sind für Lagos – wie auch für die ganze Region – kaum erhältlich und müssen dort, wo sie z. B. in anderen Artikeln (siehe auch das vorige Kapitel) bereitgestellt werden, mit Skepsis zur Kenntnis genommen werden. Grund hierfür ist die in Westafrika verbreitete „informelle Wirtschaft“ (nicht zu verwechseln mit „Schattenwirtschaft“). Nicht ausreichende Jobs in traditioneller Lohnarbeit zwingt Menschen, anderswo nach Arbeit zu suchen. Davon profitiert der informelle Sektor der Wirtschaft, in dem es keinen Mindestlohn gibt und die Arbeitnehmer keine Steuern zahlen, keine Urlaubs- oder Arbeitsrechte haben und häufig unter unsicheren Bedingungen arbeiten.
Nach Angaben des Internationalen Währungsfonds sind allein im Bundesstaat Lagos rund 5,5 Millionen Menschen in der informellen Wirtschaft beschäftigt – das sind etwa drei Viertel der Erwerbstätigen von Lagos. Überall in Lagos kann man Straßenhändler, Handwerker, Verkäufer, Klein- und Kleinstunternehmen, Sammeltaxis, Dreiräder und Motorräder (Okada-Fahrer), Hausangestellte, Markthändler und andere im informellen Sektor Tätige beobachten.
Aktivitäten der informellen Wirtschaft werden nicht in der Wirtschaftsstatistik berücksichtigt. Infolgedessen wird der Wohlstand der Bevölkerung, aber auch z. B. die Arbeitslosigkeit erheblich unterschätzt, wenn die massive informelle Wirtschaft nicht berücksichtigt wird.

## Kriminalität
Der Nigeria Security Tracker des Council on Foreign Relations erfasst fortlaufend und für jeden Bundesstaat Tötungsdelikte (Mord, Totschlag etc.) durch Kriminelle, religiöse Eiferer (wie Boko Haram) und Polizeiübergriffe in Nigeria.
Auffallenderweise sind die beiden größten Städte Nigerias, Lagos und Kano, laut NST bei Tötungsdelikten deutlich sicherer als ländliche Gegenden. Für den Bundesstaat Lagos weist der NST in den vergangenen 24 Monaten (Stand Juli 2023) 135 solcher Todesfälle durch Gewalteinwirkung auf, bzw. 5,6 jährlich auf jede Million Einwohner (zum Vergleich: die bundesdeutsche Kriminalstatistik zählte 2022 drei Tötungsdelikte pro eine Million Einwohner, die der Türkei 24). Für ganz Nigeria liegt dieser Wert bei 93, wobei 62 % dieser Fälle auf Polizeigewalt (vor allem Selbstjustiz) zurückzuführen sind. Boko Haram spielt (Stand 2024) in Lagos keine Rolle.

## Verkehr

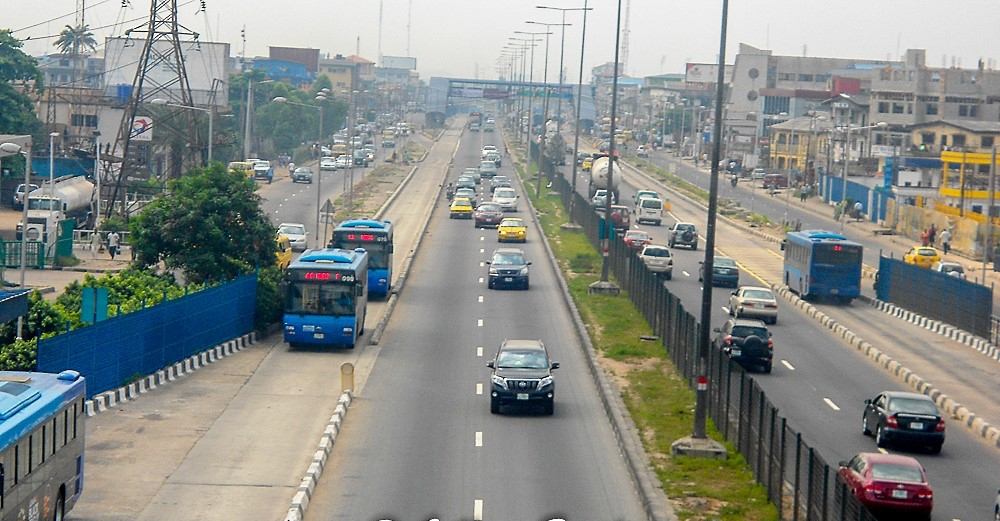
Highway A1 in Lagos-Onipanu mit Busfahrbahn

Nigeria hat das größte Straßennetz in Westafrika. Es umfasst rund 200.000 km, von denen 60.000 km asphaltiert sind. 35.000 km des Straßennetzes fallen in die Zuständigkeit der Bundesregierung. Unter der zweiten Buhari-Administration wurde das Budget für die Instandhaltung und den Ausbau dieser 35.000 km auf 563 Mrd. Naira (1,3 Mrd. USD) im Jahr 2022 fast verdoppelt. Der Rest des Straßennetzes ist Sache der einzelnen Bundesstaaten und daher in sehr unterschiedlichem Zustand, je nachdem, in welchem Bundesstaat man sich befindet. Überraschenderweise erhalten wirtschaftlich starke Bundesstaaten wie Lagos, Anambra und Rivers besonders schlechte Bewertungen.
Lagos ist Endpunkt von drei Trans-Afrikanischen Straßen: Dakar-Lagos-Highway oder Trans-West African Coastal Highway (TAH 7, von Dakar und Nouakchott), Algier-Lagos-Highway oder Trans-Sahara Highway (TAH 2) und Lagos-Mombasa-Highway (TAH 8). Der Lagos–Ibadan Expressway verbindet die Stadt mit dem Bundesstaat Oyo und der Lagos–Abeokuta Expressway mit dem Bundesstaat Ogun.

### Brücken
Die Inseln Lagos Island, Ikoyi und Victoria Island werden durch drei Brücken mit dem Festland von Lagos verbunden: der Eko-Brücke, der Carter-Brücke und der Third Mainland Bridge. Mit dem Bau der seit 2003 diskutierten „4th mainland bridge“ wird laut einer Neujahrsansprache des Gouverneurs Sanwo-Olu am 3. Januar 2022 „noch dieses Jahr“ begonnen werden.

### Öffentlicher Personennahverkehr
Für den öffentlichen Personennahverkehr (ÖPNV) ist die Lagos Metropolitan Area Transport Authority (LAMATA) zuständig.

#### Stadtbusse
Zentraler Knotenpunkt für Stadtbusse und Fernbusse ist der weithin sichtbare Busbahnhof in Oshodi. Er ist der größte Busbahnhof in Westafrika. Es gibt zwei Betreibergesellschaften: BRT (Bus-Rapid-Transit) und LBSL (Lagos Bus Services). Die Stadtbusse sind klimatisiert und die Fahrt wird mit einer ÖPNV-Karte bargeldlos bezahlt. Diese Karte kann gleichermaßen bei BRT- und LBSL-Bussen und der S-Bahn verwendet werden. Auf zwei Ausfallstraßen wurde eine eigene Busfahrbahn für BRT-Busse eingerichtet.
Im Mai 2023 wurden die ersten elektrischen Stadtbusse eingeführt. Durch die Verdreifachung der nigerianischen Benzinpreise im gleichen Zeitraum kommt ihnen besondere Bedeutung zu.

#### S-Bahn
Am 4. September 2023 ging der erste Abschnitt der S-Bahn von Lagos, die „Blaue Linie“, in Betrieb. Am 13. Oktober wurde diese elektrifiziert und die Anzahl der Fahrten am Tag von sechs auf 54 erhöht. – Die „Blaue Linie“ zwischen Marina und Mile 2 ist in kurzer Zeit zu einem Stolz der Lagosianer geworden. Stadtgenossen, die ihren Abfall in einem Abteil auf den Boden werfen, werden von ihren Mitreisenden mitunter unsanft und lautstark korrigiert. Die „Rote Linie“ von Marina nach Norden bis zur Stadtgrenze im Ortsteil Agbado befindet sich im Bau und soll 2024 eingeweiht werden. – Anfang 2024 wurde bekannt, dass die S-Bahn von Lagos in den ersten vier Monaten 583.000 Passagiere transportiert hat. Sie wäre damit der größte innerstädtische Schienendienstleister Afrikas.
Am 14. Februar 2024 verkündigte Gouverneur Sanwo-Olu, dass die Rote Linie zwischen Agbado und Oyingbo am 29. Februar 2024 im Beisein des nigerianischen Präsidenten Tinubu eingeweiht würde.

#### Bahnverkehr nach Ibadan
Seit 2021 besitzt Lagos eine zweigleisige Normalspurstrecke nach Ibadan, der drittgrößten Stadt Nigerias, und einen modernen Hauptbahnhof, Mobolaji Johnson. Die Abfahrzeiten sind 8:00 und 16:00 (pünktlich) und die Fahrt dauert knapp drei Stunden. Der Ticketverkauf findet am Schalter mit Bargeld statt. Es gibt drei Klassen: First, Business und Standard. Betreiber ist die Nigerian Railway Corporation.

#### Sammeltaxen
Ein beliebtes Fortbewegungsmittel sind gelbe Minibusse, Danfo genannt. Die gelben Busse, meist vom Typ VW T3 oder VW LT prägen das Erscheinungsbild der Stadt. Sie fahren auf festgelegten Routen, jedoch ohne Fahrplan nach dem Prinzip von Sammeltaxen.

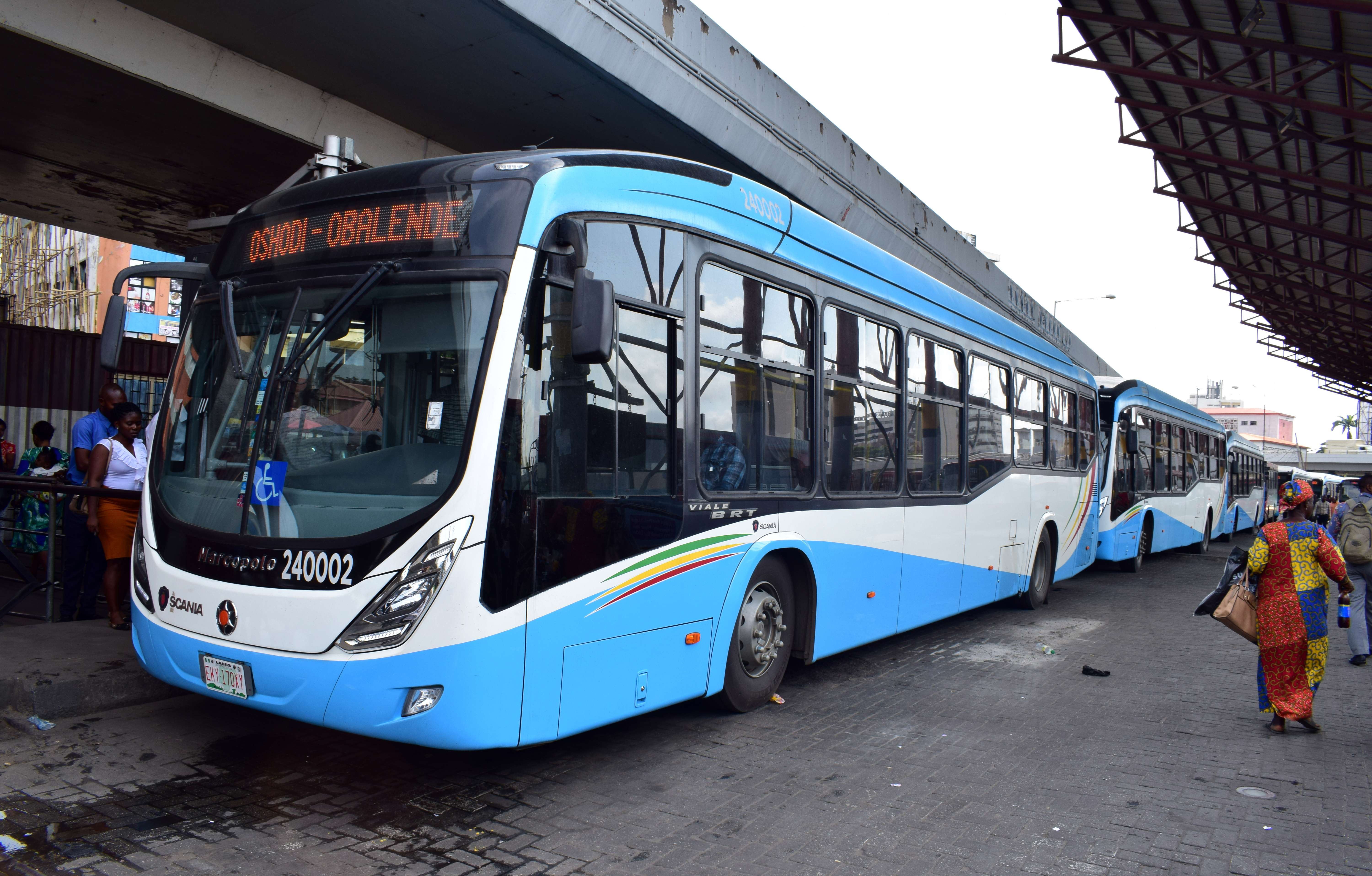
Stadtbusse in Lagos
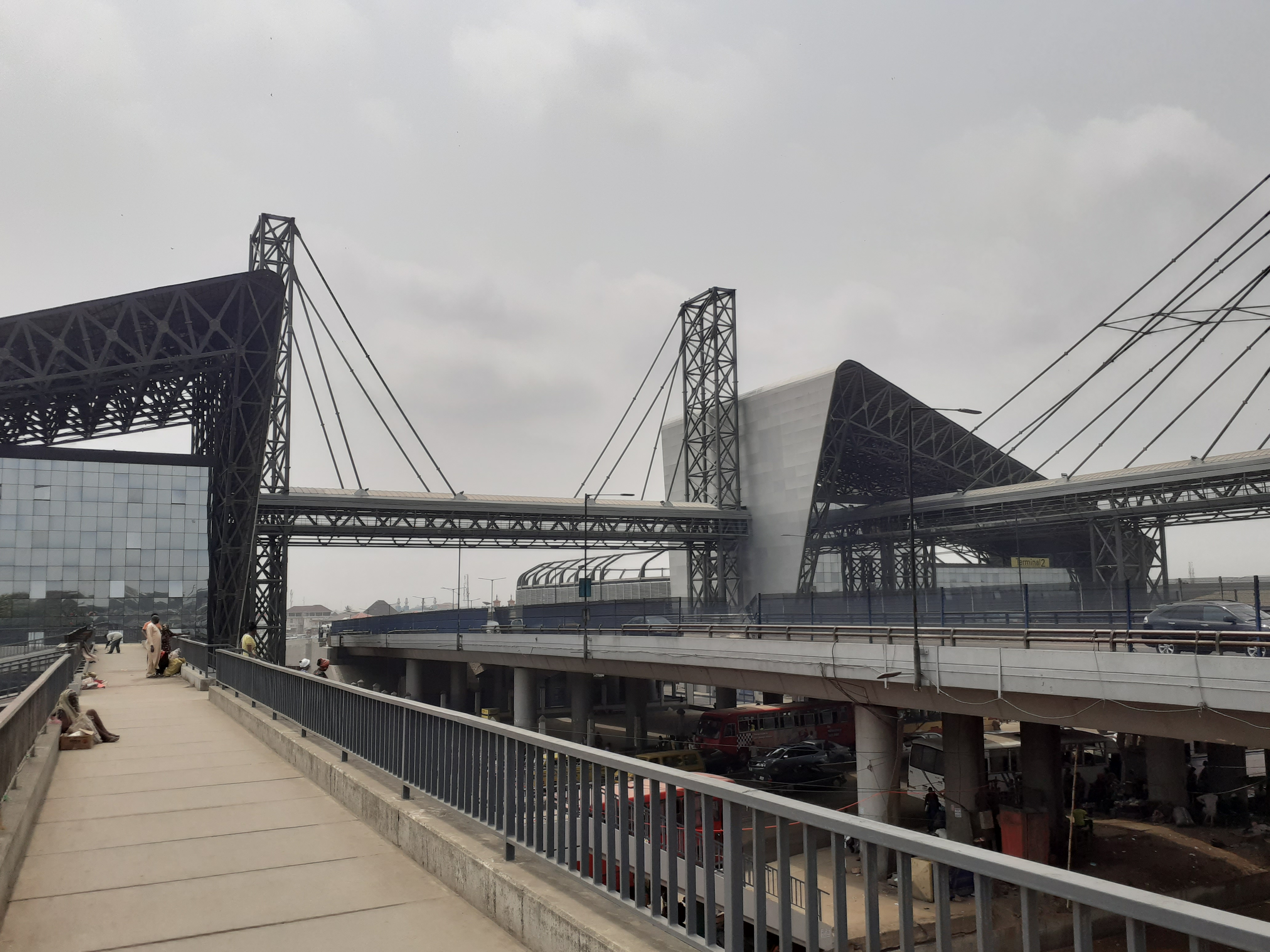
Zentraler Busbahnhof in Oshodi
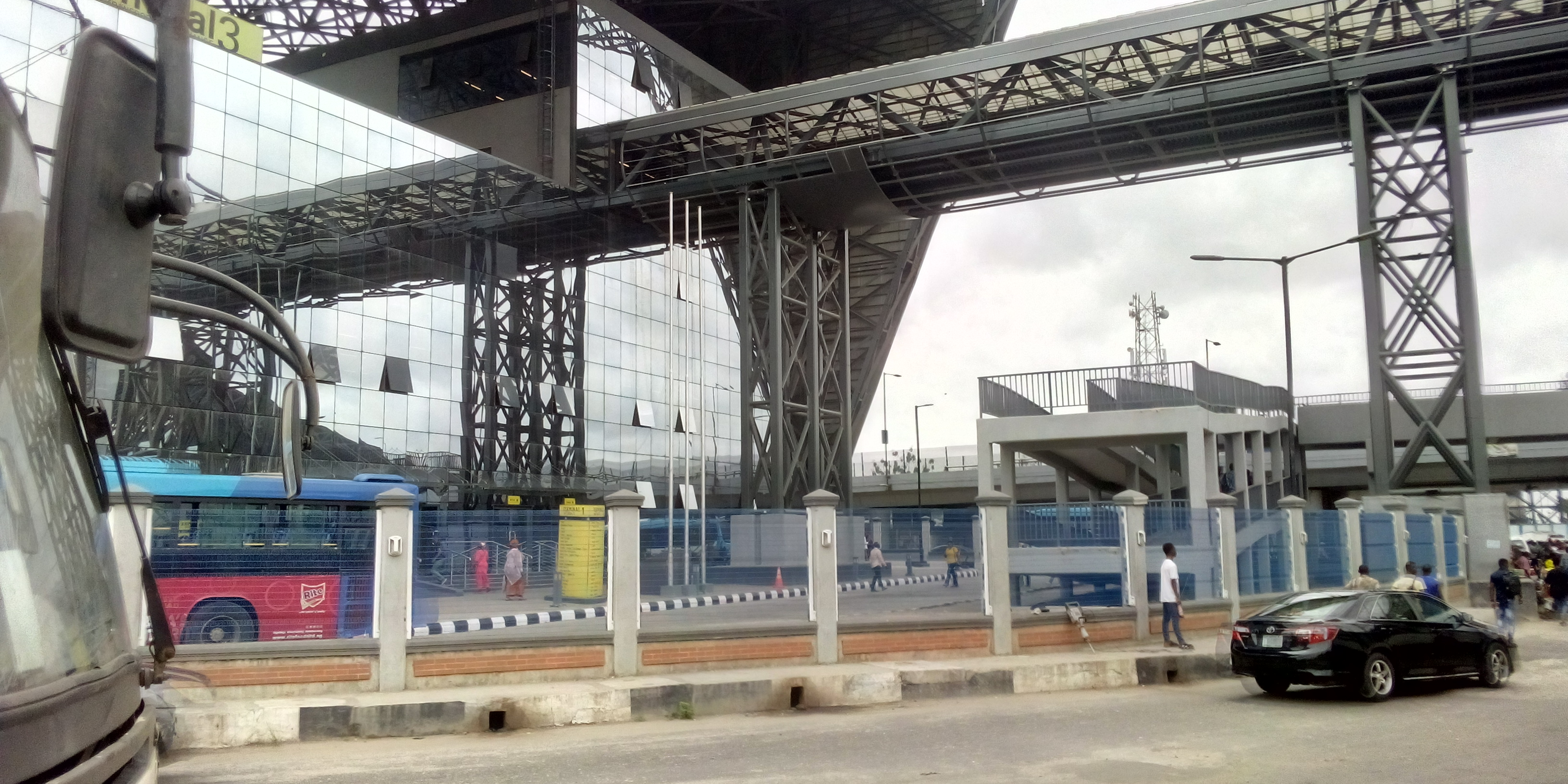
Terminal für Busse in Oshodi
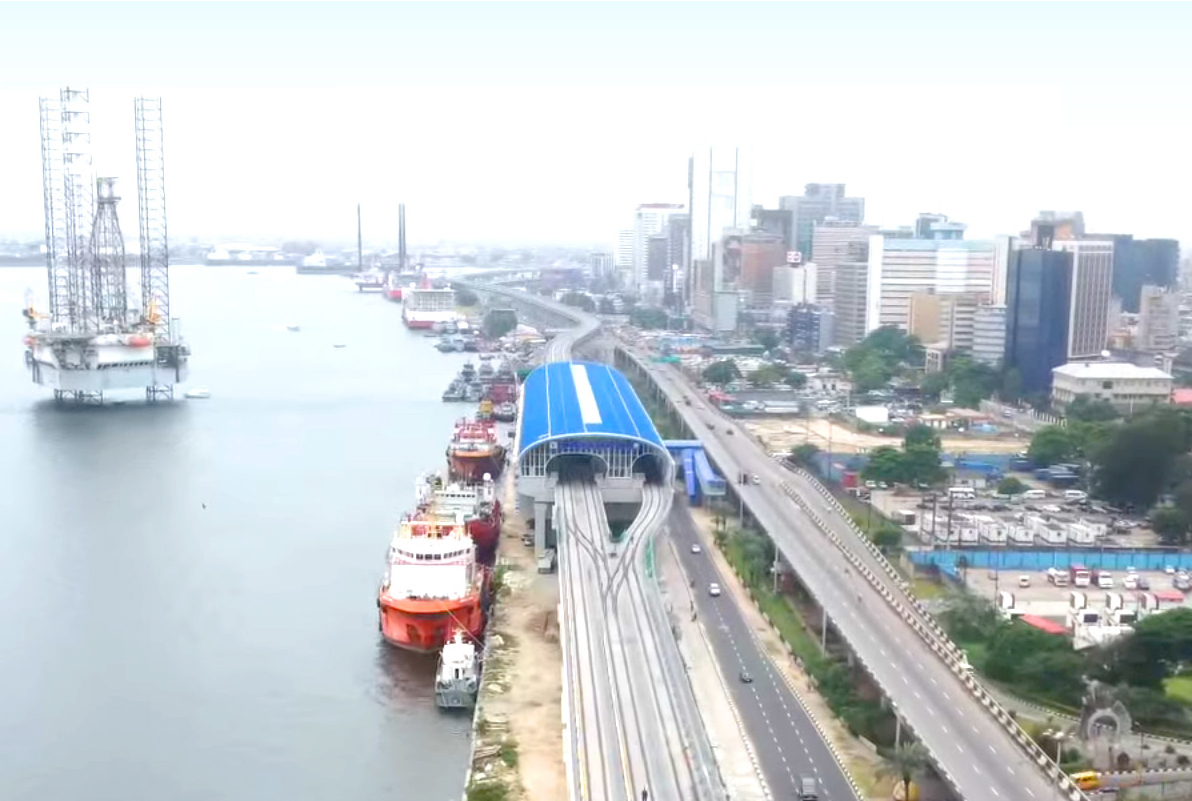
S-Bahn-Station Marina, Endpunkt der blauen und roten Linie
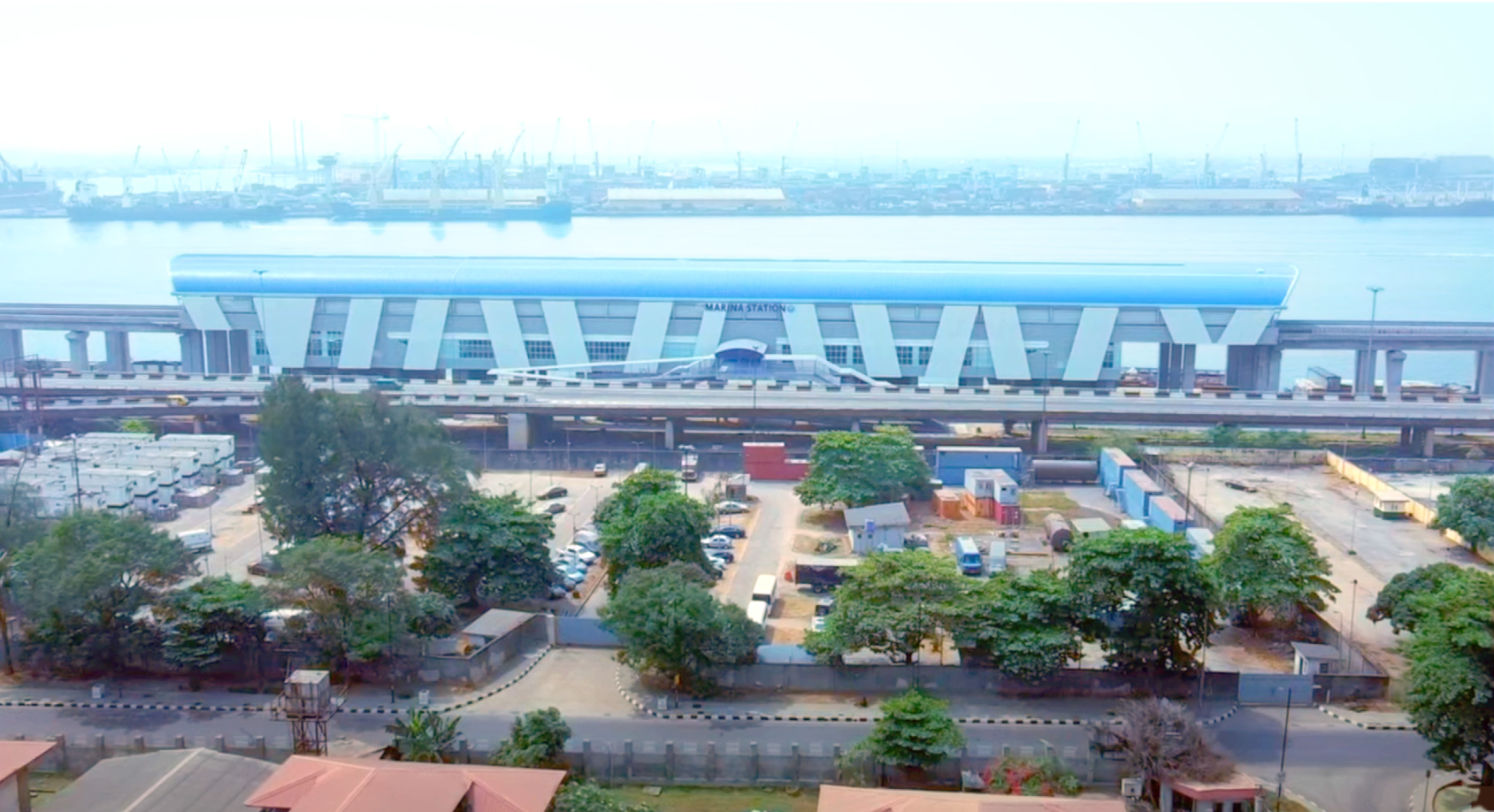
Vorderseite der Station Marina, dahinter Hafen Apapa
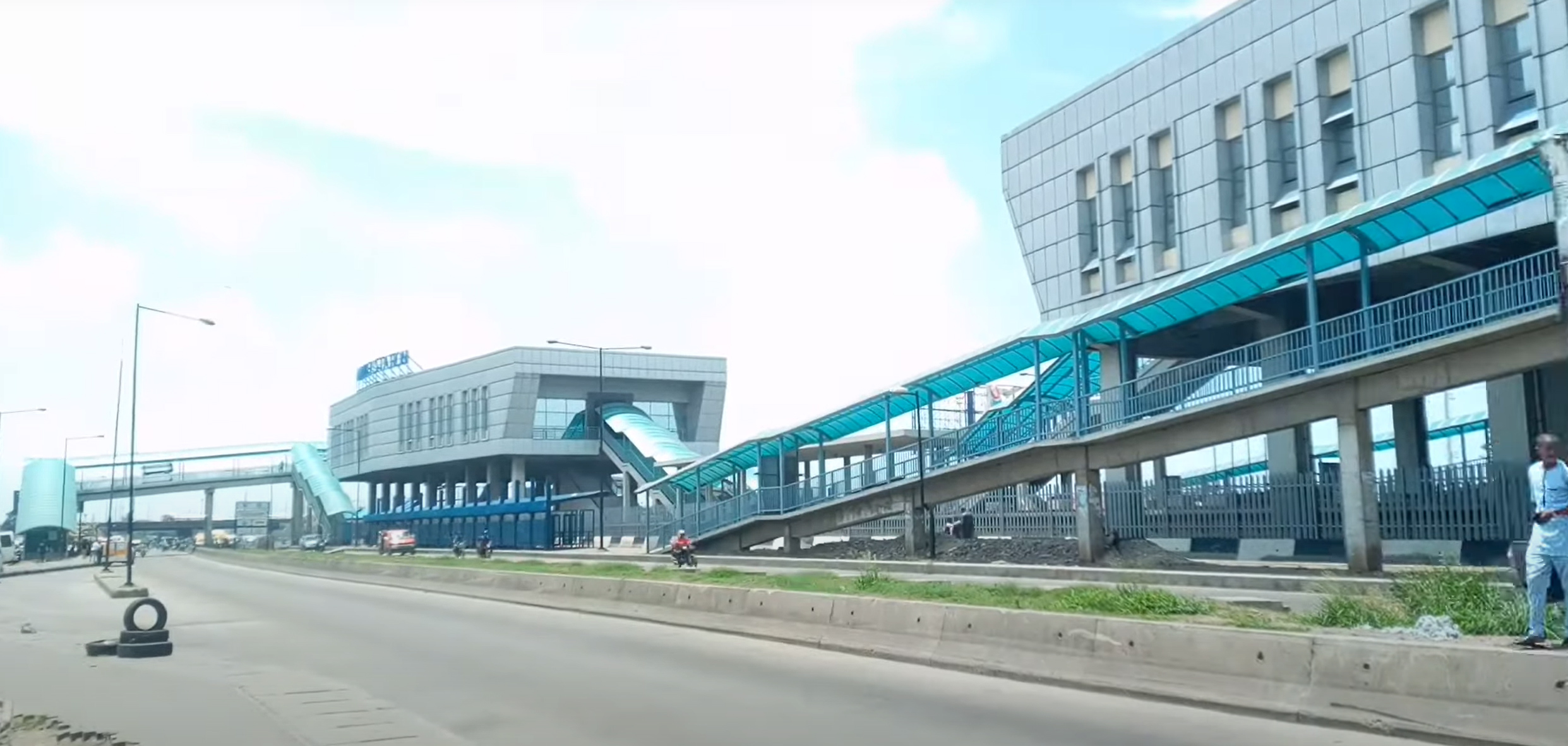
S-Bahn-Station „Mile 2“, Endpunkt der blauen Linie
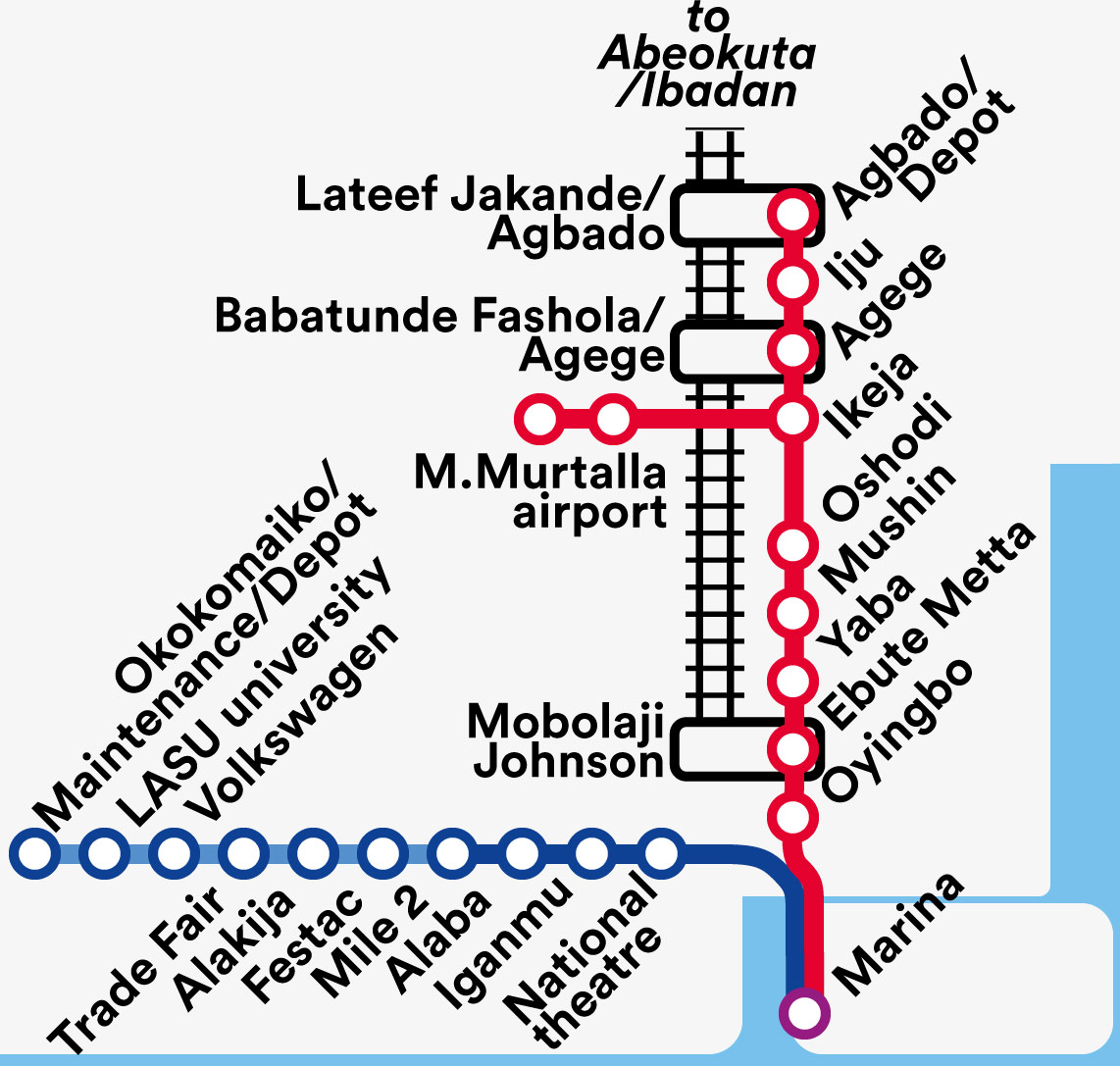
S-Bahn-System von Lagos (geplanter Stand 2024)
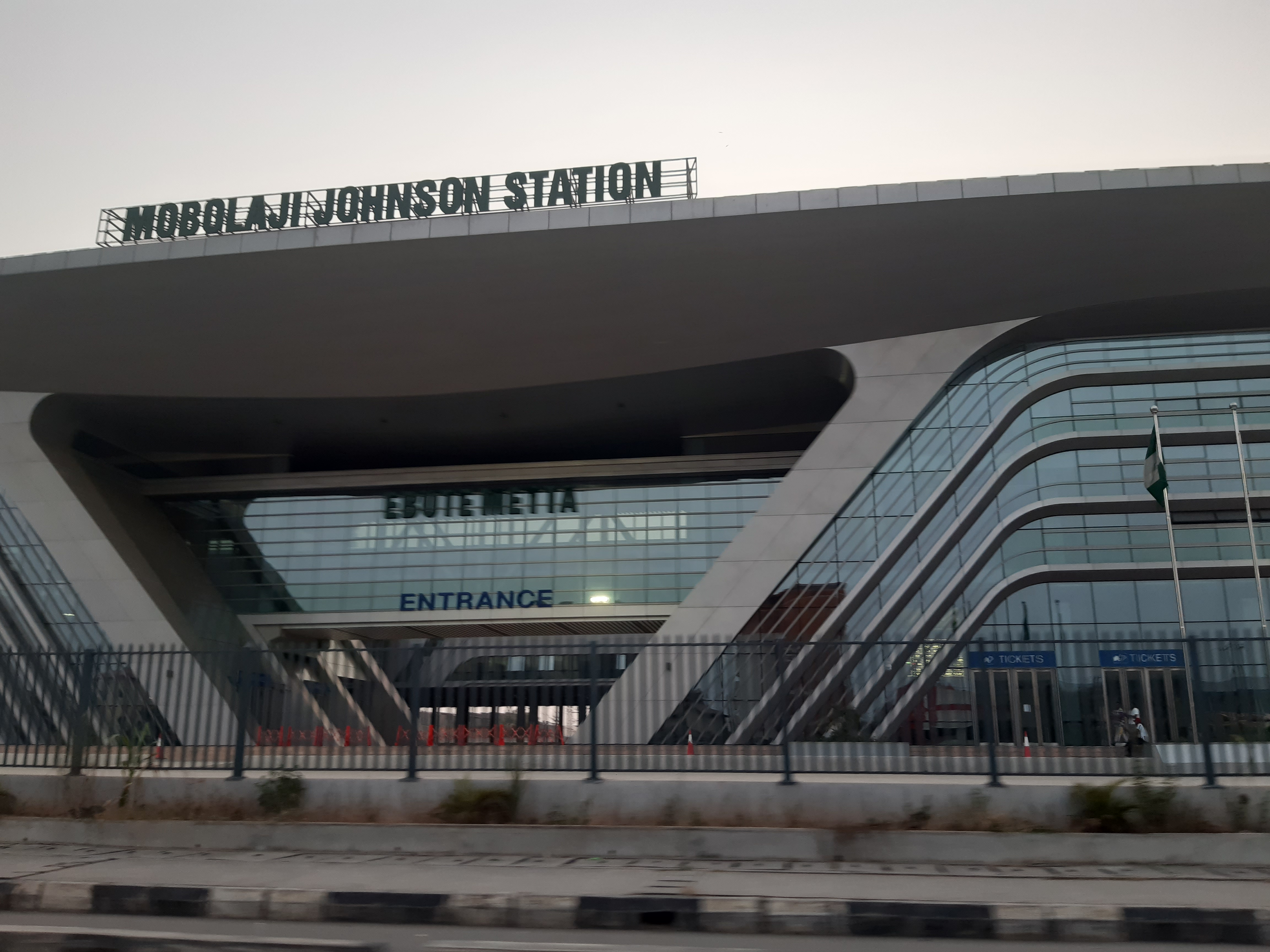
Hauptbahnhof Mobolaji Johnson
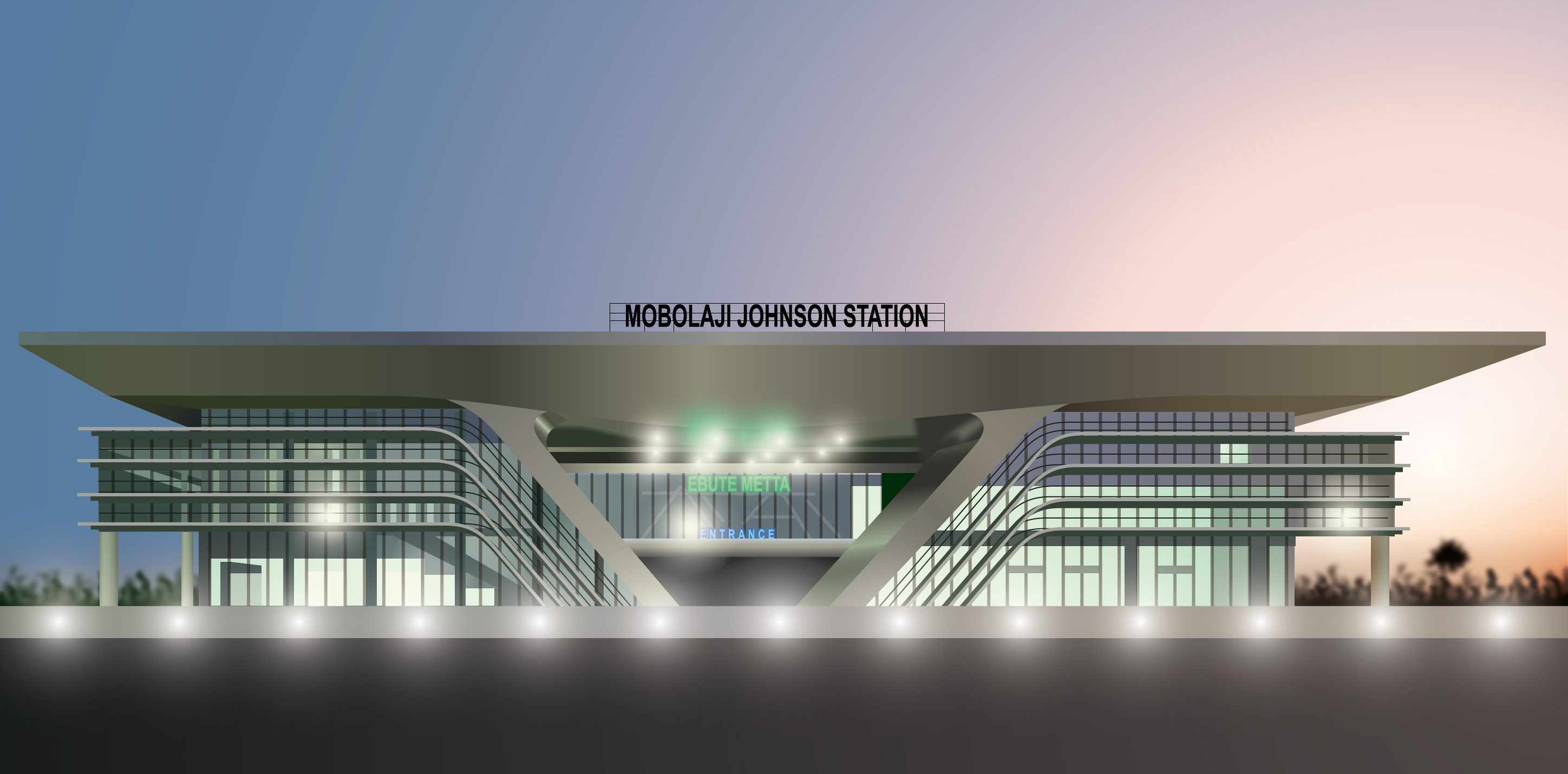
Hauptbahnhof Mobolaji Johnson, idealisierte Darstellung
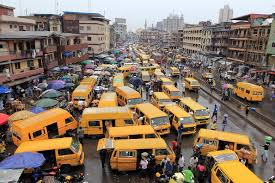
Die für Lagos typischen Danfo-Busse

### Fährbetrieb

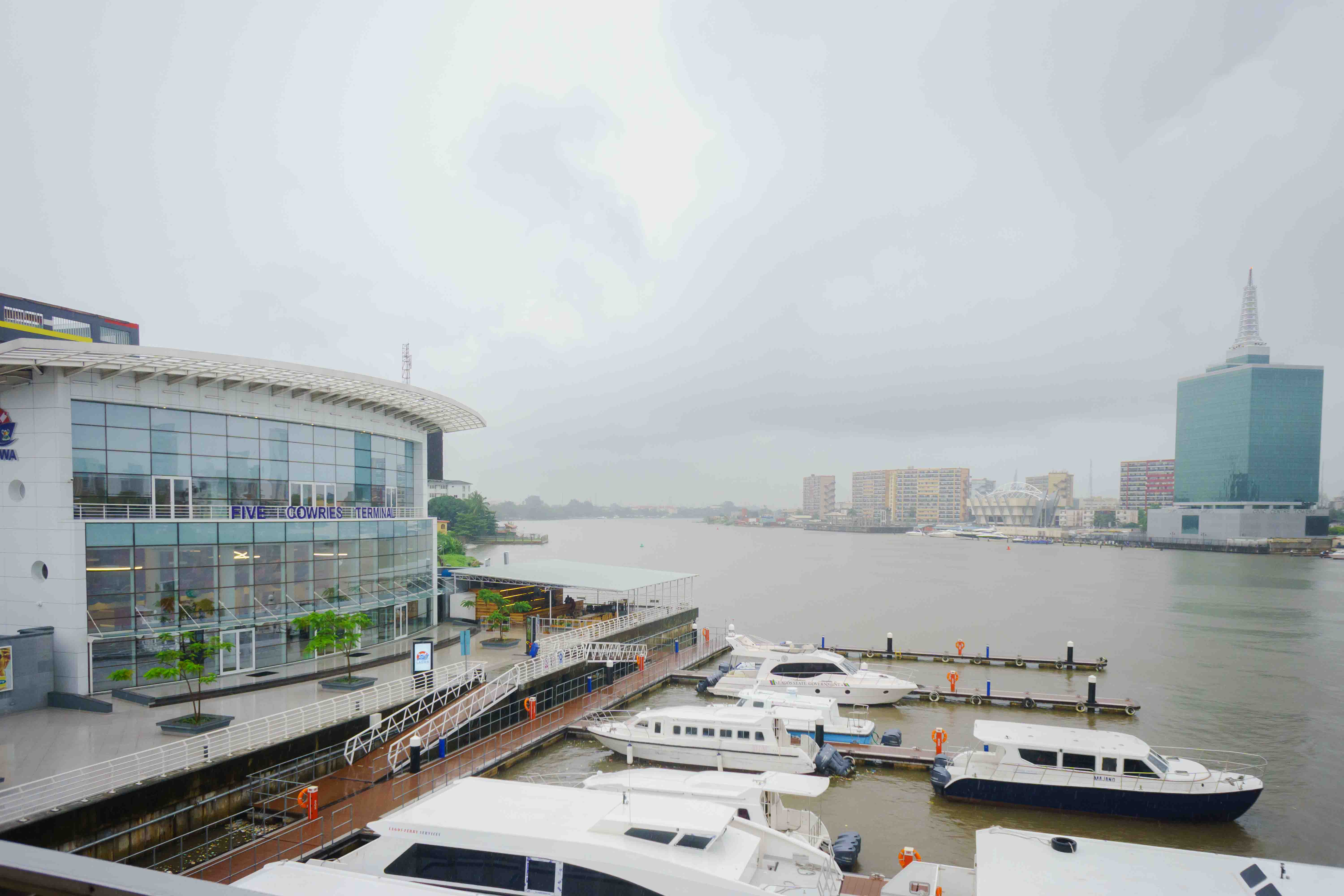
Fährterminal Five Cowries, rechts hinten Civic Centre und Civic Tower

Laut Einwohnerangaben kann die Anfahrt zur Arbeit mit dem Auto in Lagos sechs Mal so lang dauern wie mit der Fähre. Etwa zwei Millionen Fahrgäste verzeichnete die Fährbehörde pro Monat im Jahr 2021.
Das neue Five Cowries Terminal ist das zentrale Terminal für den Fährbetrieb in Lagos. Das Terminal liegt an der Lagune zwischen der Lagos-Insel und dem Victoria Island. Es verfügt über eine Anlegestelle, ein Restaurant, Fahrkartenschalter, Toiletten und Geldautomaten. Five Cowries ist sieben Tage in der Woche geöffnet, von 8.00 bis 17.00 Uhr. Die Bestimmungsorte der LASWA-Fähren sind Marina, Ikoyi, Victoria Island, Lekki, Apapa, Ikorodu und Badagry.

### Luftverkehr

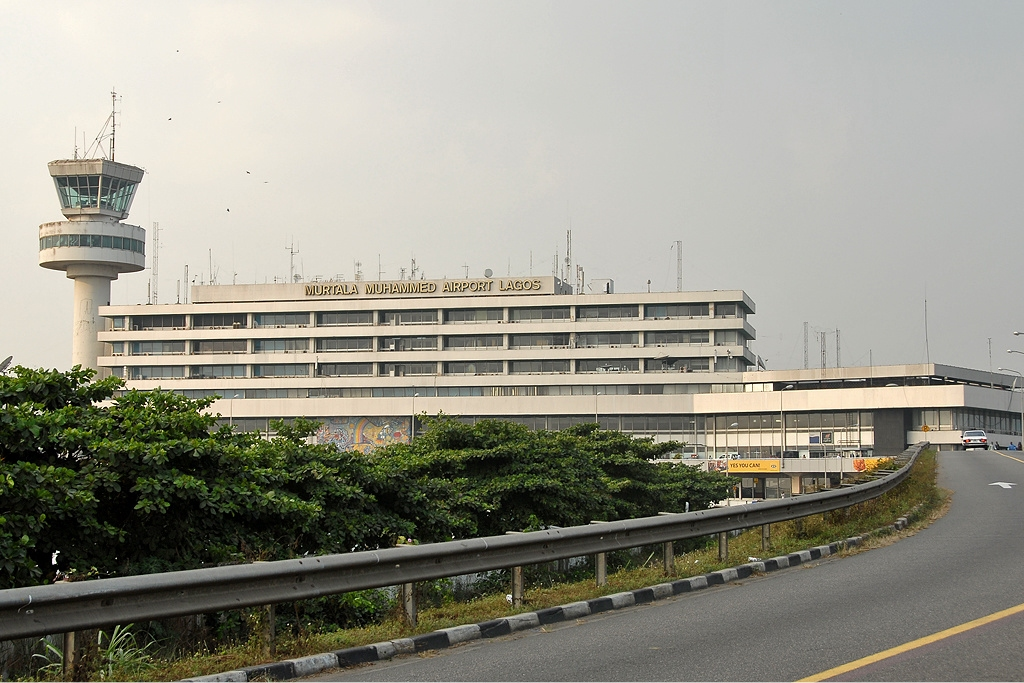
Flughafen Murtala Muhammed

Die Lufthansa fliegt täglich ab Frankfurt den Murtala Mohammed International Airport in Ikeja an. Auch KLM, British Airways, Air France, Delta, Emirates, Qatar Airways, Turkish Airlines und Iberia bedienen interkontinentale Strecken von und nach Lagos.

## Versorgung, Entsorgung und Stadtplanung

### Energie
Der Energieversorger Geregu Power besteht seit 2006.

### Recycling / Abfallbewirtschaftung
In Lagos werden 40 Prozent der Abfälle gesammelt und 13 Prozent werden recycelt. 13.000 Tonnen Abfall entstehen täglich in der Metropole.
Zusätzlich zur hausgemachten Müllproblematik treffen über den Hafen Lagos jährlich 15.000 Tonnen giftigen Elektroschrotts aus Europa ein, der laut Basler Konvention nicht aus der EU exportiert werden dürfte. Der Elektronikschrott wird häufig in Gebrauchtwagen verborgen durch den nigerianischen Zoll ins Land geschmuggelt.

### Wasserversorgung
Das Leitungswasser in Lagos ist nicht zum Trinken geeignet, kann aber für andere Zwecke wie Kochen und Duschen verwendet werden. Das Wasser im Verteilungsnetz ist oft verunreinigt. Da das Rohwasser in der Lagune zu stark verschmutzt ist, bezieht die Stadt ihr Wasser aus den Flüssen Ogun und Owo. Seit Jahren wird über die schlechte Wasserqualität in Lagos diskutiert.

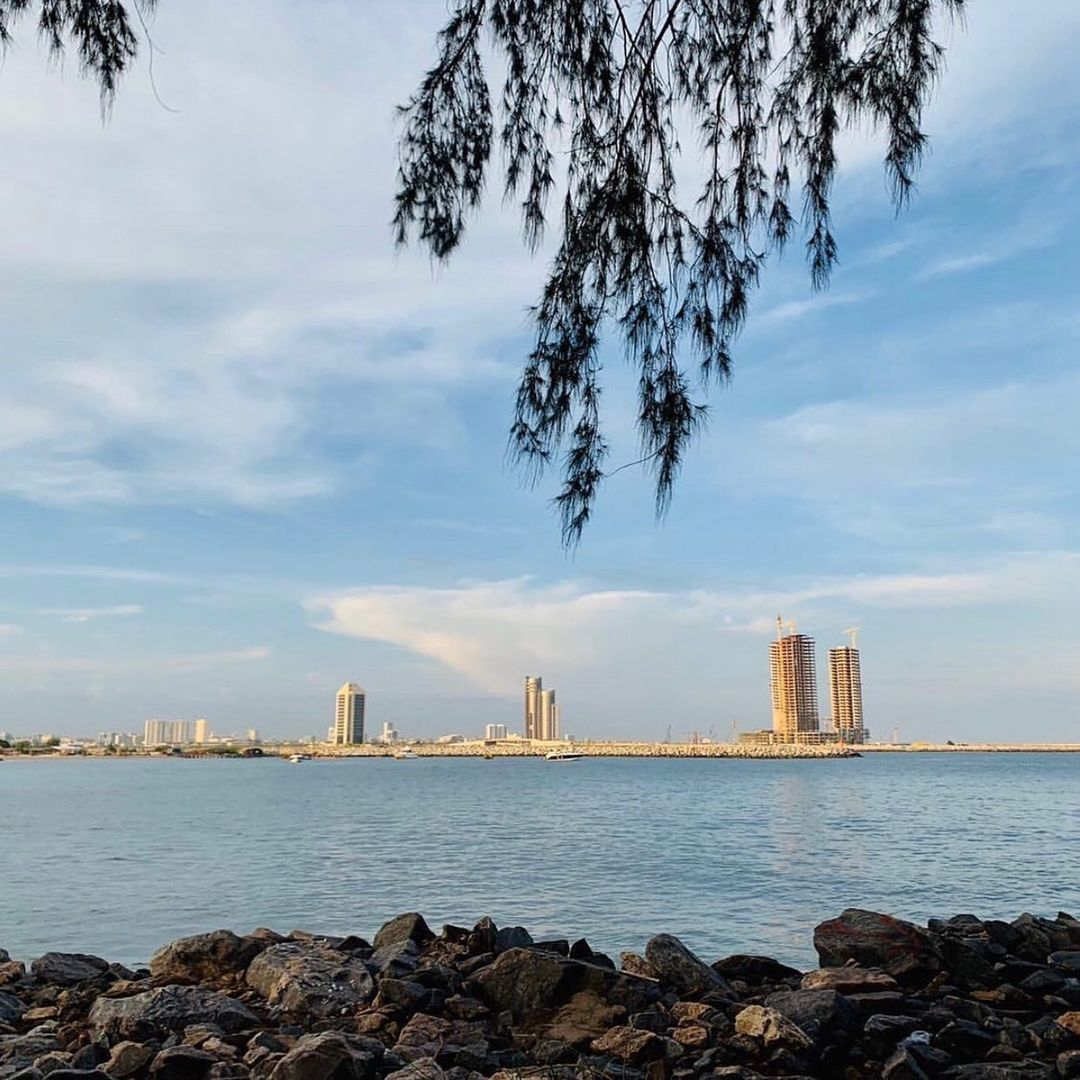
Eko Atlantic

### Abwasser
Ein effizientes Abwassersystem fehlt. Die Abwässer werden durch Regenwasser in die offene Kanalisation gespült. Dieses Wasser trägt Schadstoffe dann in Flüsse und die Lagune. Durch undichte Klärgruben und Latrinen gelangen die Abwässer auch ins Grundwasser. Die Verunreinigungen können dann das Wasser in Brunnen und Bohrlöchern kontaminieren. Auch das von Straßenhändlern verkaufte Wasser kann davon betroffen sein, da es aus denselben Quellen stammt.

### Eko Atlantic
Eko Atlantic ist eine Planstadt südlich von Victoria Island, die auf Land gebaut wird, welches dem Atlantischen Ozean abgerungen wurde. Wohnraum für ca. 300.000 Menschen soll geschaffen werden und 150.000 neue Arbeitsplätze entstehen. Die Bebauung zieht sich seit 2013 in die Länge und mancher Kommentator fragt: „Eko Atlantic – has it failed?“ (Ist Eko Atlantic gescheitert?).

## Bildung

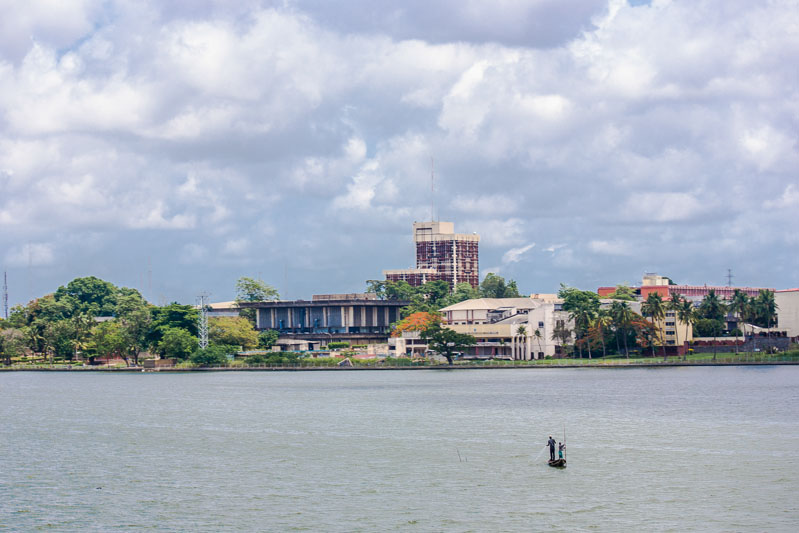
Die Universität von Lagos (UNILAG)

### Grundschulen
Die Zahl der Grundschulen im Bundesstaat Lagos wird mit 1.075 angegeben. 97 % der Kinder in Lagos besuchen eine Schule.

### Sekundärer Bildungsbereich
Lagos besitzt 349 Junior High Schools und 322 Senior High Schools. Sie werden von 337.724 resp. 229.980 Schülern besucht.

### Tertiärer Bildungsbereich
Die Stadt ist Sitz von zahlreichen Universitäten, Hoch- und Fachschulen sowie Forschungsinstituten. Folgende Universitäten befinden sich in Lagos:
- Die University of Lagos (UNILAG) Akoka ist eine große, bundesstaatliche Einrichtung aus dem Jahr 1962 mit über 55.000 Studenten. Sie umfasst 13 Fakultäten mit über 4.000 Mitarbeitern.[196]
- Die Lagos State University (LASU) ist die Universität des Bundeslandes Lagos. Sie wurde 1983 gegründet. Der Hauptcampus befindet sich in Ojo, an der Schnellstraße Lagos-Badagry.
- Die private Pan-Atlantic University[197], verfügt über eine Business School (LBS), eine School of Media and Communication (SMC) und ein Entreprise Development Center (EDC), das auf die Durchführung von Kurzkursen für KMU spezialisiert ist. Die Schule für Medien und Kommunikation ist auch für ihre pragmatischen Kommunikationskurse in den Bereichen Journalismus, Medien und Marketing bekannt. Die SMC vergibt BSc., MSc. und Ph.D. in sozialwissenschaftlichen Studiengängen. Sie wurde 1996 gegründet und erhielt 2002 den Status einer Universität. Die Universität legt auch einen gewissen Schwerpunkt auf das Studium der Kunst und betreibt das Virtual Museum of Modern Nigerian Art.
- Die National Open University of Nigeria[198] ist die erste offene Universität in Nigeria; sie ist eine bundesstaatliche Bildungseinrichtung und befindet sich am Ahmadu Bello Way, Victoria Island, Lagos.
- Das International Open Institute[199][200] in Ikorodu.
- Die Caleb University[201][200] ist eine private Universität mit Sitz in Imota, Lagos.
- Die CETEP City University[202][200] ist eine private Hochschule in Yaba. Die Universität bietet seit ihrer Gründung im Jahr 2005 Studiengänge auf Undergraduate- und Postgraduate-Ebene an.
- Das Lagos State College of Health Technology (LASCOHET)[203] ist eine Einrichtung, die Studiengänge im Gesundheitsbereich anbietet, wie z. B. Gesundheitsinformationsmanagement, Pharmazietechnik, medizinische Labortechnik, Community Health Extension und Umweltgesundheitstechnik; sie befindet sich in Yaba.
- Lagos State University Hochschule für Medizin (LASUCOM), Ikeja[204].
- Medizinische Fakultät der Universität von Lagos (CMUL)[205].

### Sonstiges
Die National Library of Nigeria (Nationalbibliothek) ist die größte Bibliothek des Landes.

## Krankenhäuser, Kliniken

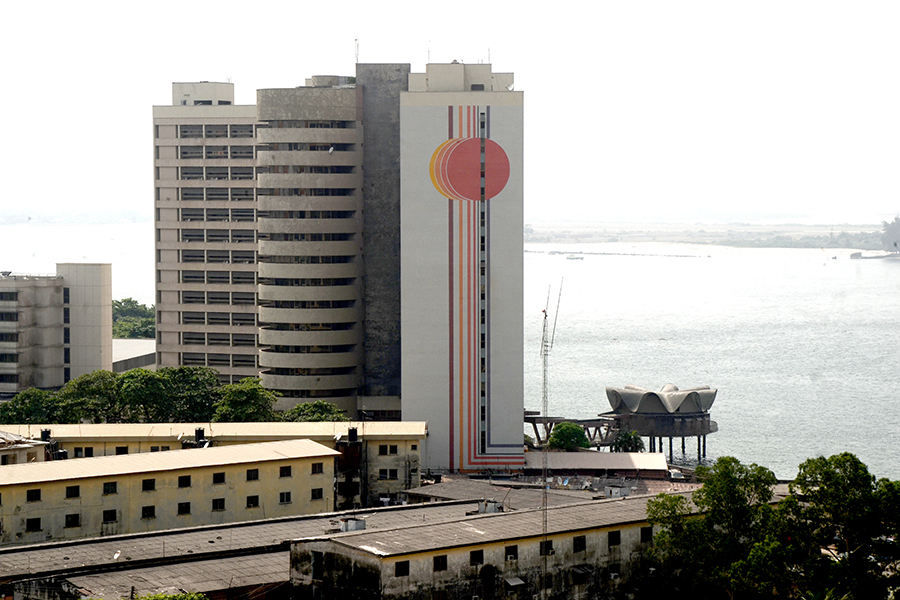
EKO Krankenhaus auf Victoria Island

Von den zahlreichen Krankenhäusern in Lagos werden folgende in Artikeln besonders hervorgehoben:
- Lagoon Hospital, privat, internationaler Standard[207], „eins der besten und größten Krankenhäuser in Nigeria“,[206]
- St Nicholas Hospital, privat, internationaler Standard[207], „spezialisierte Pflege“,[206] „eins der fünf besten Krankenhäuser in Westafrika“[208],
- EKO Hospital, privat, internationaler Standard[207], Ausbildungskrankenhaus, führend in Kardiologie,[206]
- Reddington Hospital, internationaler Standard[207], spezialisiertes Krankenhaus, akkreditiert bei COHSASA,[206]
- Euracare Multi-Specialist Hospital, „beste Urologie-Klinik in Nigeria“,[206]
- First Consultants Medical Center, privat, „hat nigerianische Präsidenten behandelt“,[206]
- Paelon Memorial Hospital, 5-Sterne-SafeCare-Auszeichnung für Qualität.[206]